# Chế độ ăn

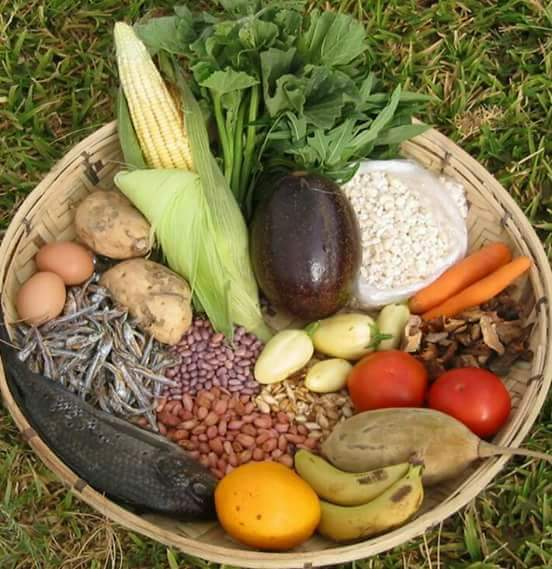
Phụ nữ trong độ tuổi sinh sản và trẻ em dưới 2 tuổi cần cải thiện tình trạng dinh dưỡng bằng cách ăn thực phẩm tốt cho sức khỏe

Trong dinh dưỡng, chế độ ăn uống hay hay chế độ dinh dưỡng (tiếng Anh: diet) là tổng lượng thực phẩm mà một người hoặc sinh vật khác tiêu thụ.
Từ tiếng Anh diet thường ngụ ý việc áp dụng lượng dinh dưỡng cụ thể vì lý do sức khỏe hoặc quản lý cân nặng (cả hai thường liên quan với nhau). Mặc dù con người là loài ăn tạp nhưng mỗi nền văn hóa và mỗi người đều có một số sở thích về thực phẩm hoặc một số điều cấm kỵ về thực phẩm. Điều này có thể là do sở thích cá nhân hoặc lý do đạo đức. Việc lựa chọn chế độ ăn uống của từng cá nhân có thể ít nhiều lành mạnh.
Dinh dưỡng đầy đủ đòi hỏi phải ăn và hấp thụ các vitamin, khoáng chất, axit amin thiết yếu từ protein và axit béo thiết yếu từ thực phẩm chứa chất béo, cũng như năng lượng thực phẩm dưới dạng carbohydrat, protein và chất béo. Thói quen và lựa chọn chế độ ăn uống đóng một vai trò quan trọng trong chất lượng cuộc sống, sức khỏe và tuổi thọ.

## Sức khỏe
Một chế độ ăn uống lành mạnh có thể cải thiện và duy trì sức khỏe, có thể bao gồm các khía cạnh về sức khỏe tinh thần và thể chất. Các chế độ ăn kiêng cụ thể, chẳng hạn như chế độ ăn DASH, có thể được sử dụng trong điều trị và kiểm soát các bệnh mãn tính.
Các khuyến nghị về chế độ ăn uống tồn tại ở nhiều quốc gia khác nhau và chúng thường nhấn mạnh đến chế độ ăn uống cân bằng, phù hợp về mặt văn hóa.
Những khuyến nghị này khác với các giá trị tham khảo về chế độ ăn uống cung cấp thông tin về việc ngăn ngừa thiếu hụt chất dinh dưỡng.

## Lựa chọn chế độ ăn

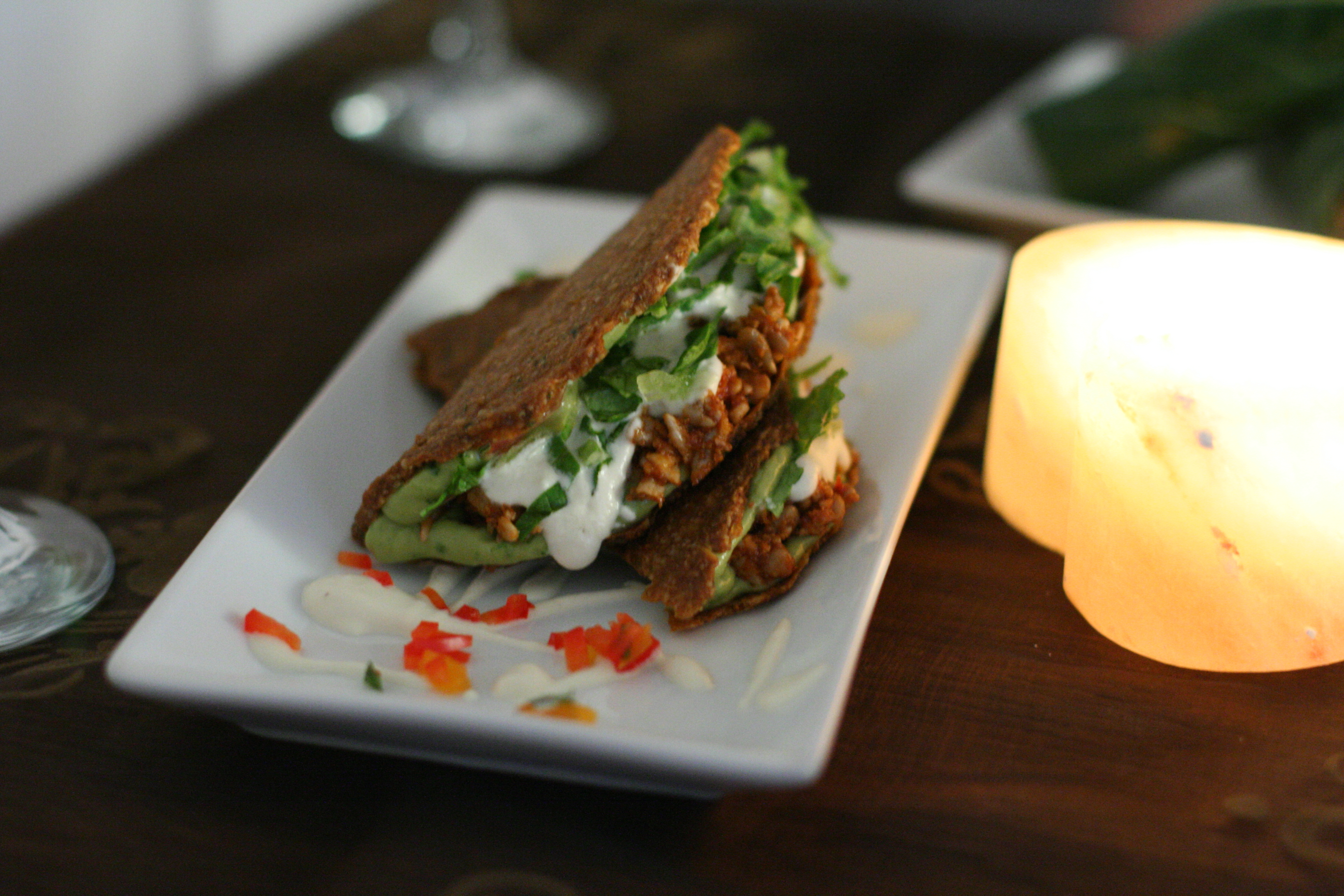
Thực phẩm thô Tacos được chế biến với guacamole, đậu không chiên và kem chua. Chủ nghĩa thực phẩm thô thúc đẩy việc tiêu thụ thực phẩm tươi không qua chế biến.

Chế độ ăn kiêng loại trừ là chế độ ăn kiêng với một số nhóm nhất định hoặc loại thực phẩm cụ thể tránh được, do cân nhắc về sức khỏe hoặc theo lựa chọn. Nhiều người không ăn thực phẩm từ nguồn động vật ở các mức độ khác nhau (ví dụ: chủ nghĩa linh hoạt, chủ nghĩa pescetarian, chủ nghĩa ăn chay, chế độ thuần chay) vì lý do sức khỏe, các vấn đề xung quanh đạo đức hoặc để giảm tác động của cá nhân họ đối với môi trường.). (ví dụ: ăn chay vì môi trường).
Những người theo chế độ ăn chay hoặc thuần chay cân bằng có thể nạp đủ dinh dưỡng, nhưng có thể cần tập trung đặc biệt vào việc tiêu thụ các chất dinh dưỡng cụ thể, chẳng hạn như protein, sắt, canxi, kẽm và vitamin B12.
Chủ nghĩa thực phẩm thô và ăn uống trực quan (tiếng Anh: Intuitive eating) là những cách tiếp cận khác đối với việc lựa chọn chế độ ăn kiêng. Giáo dục, thu nhập, nguồn cung sẵn có tại địa phương và sức khỏe tinh thần đều là những yếu tố chính cho việc lựa chọn chế độ ăn uống.

### Ăn uống trực quan
Ăn uống trực quan (IE) không phải là một kế hoạch ăn kiêng mà là một cách tiếp cận việc ăn uống dựa trên nhu cầu bên trong của một người, cho dù là về thể chất, cảm xúc hay những yếu tố ảnh hưởng khác. Khi những nhu cầu này được nhận biết, chúng có thể quyết định việc lựa chọn thực phẩm của một người. Vì phương pháp này dựa trên nhu cầu của từng cá nhân tại một thời điểm nên nó không tập trung vào các loại thực phẩm cụ thể, mức calo cần đạt hoặc thậm chí là ăn vào những thời điểm nhất định. Nó đã được sử dụng như một phương pháp để giảm cân cũng như một chiến lược điều trị cho những người có chế độ ăn uống không điều độ.
Thuật ngữ "ăn uống trực quan" được giới thiệu vào năm 1995 dưới dạng tựa đề của một cuốn sách do các chuyên gia dinh dưỡng đã đăng ký là Evelyn Tribole và Elyse Resch viết. Tuy nhiên, khái niệm ăn uống do phản ứng cảm xúc đã được các nhà nghiên cứu mô tả trước thời điểm đó.
IE là phản đề của việc ăn uống hạn chế đòi hỏi phải có sự kiểm soát cứng nhắc. Nhiều chế độ ăn kiêng thương mại tuân theo mô hình ăn uống hạn chế, bằng việc lên kế hoạch cho bữa ăn bao gồm các loại thực phẩm cụ thể và/hoặc khẩu phần được đo lường. Ngược lại, IE tập trung vào các tín hiệu của cơ thể như đói và no, có thể là cảm giác đói và no về mặt thể chất khi bụng đói hoặc no, hoặc các tín hiệu do tác nhân cảm xúc hoặc bên ngoài gây ra. IE rất linh hoạt, không hạn chế về loại thực phẩm nên ăn, số lượng hoặc giờ ăn cụ thể.

## Bảng biểu
| Thể loại             | Ăn thịt | Ăn kiêng | Ăn tạp | Ăn sống | Ăn chay | Thuần chay | Chay trường | Do Thái | Đạo hồi | Hindu giáo | Nguyên thủy | Trái cây |
| -------------------- | ------- | -------- | ------ | ------- | ------- | ---------- | ----------- | ------- | ------- | ---------- | ----------- | -------- |
| Trái cây và Quả mọng | Không   | Không    | Có     | Có      | Có      | Có         | Có          | Có      | Có      | Có         | Có          | Có       |
| Rau sống             | Không   | Có       | Có     | Có      | Có      | Có         | Có          | Có      | Có      | Có         | Có          | Có       |
| Rau củ               | Không   | Có       | Có     | Có      | Có      | Có         | Có          | Có      | Có      | Có         | Có          | Không    |
| Quả đậu              | Không   | Không    | Có     | Có      | Có      | Có         | Có          | Có      | Có      | Có         | Không       | Có lẽ    |
| Quả cứng             | Không   | Có       | Có     | Có      | Có      | Có         | Có          | Có      | Có      | Có         | Có          | Có lẽ    |
| Củ                   | Không   | Không    | Có     | Có      | Có      | Có         | Có          | Có      | Có      | Có         | Có          | Không    |
| Ngũ cốc              | Không   | Không    | Có     | Có      | Có      | Có         | Không       | Có      | Có      | Có         | Không       | Có lẽ    |
| Thịt bò              | Có      | Có       | Có     | Không   | Không   | Không      | Không       | Có      | Có      | Không      | Có          | Không    |
| Thịt lợn             | Có      | Có       | Có     | Không   | Không   | Không      | Không       | Không   | Không   | Có lẽ      | Có          | Không    |
| Gia cầm              | Có      | Có       | Có     | Không   | Không   | Không      | Không       | Có      | Có      | Có lẽ      | Có          | Không    |
| Cá                   | Có      | Có       | Có     | Có      | Không   | Không      | Không       | Có      | Có      | Có lẽ      | Có          | Không    |
| Hải sản              | Có      | Có       | Có     | Có      | Không   | Không      | Không       | Không   | Có      | Có lẽ      | Có          | Không    |
| Côn trùng            | Có      | Có lẽ    | Có     | Không   | Không   | Không      | Không       | Không   | Không   | Có lẽ      | Có          | Không    |
| Trứng                | Có      | Có       | Có     | Có      | Có lẽ   | Không      | Không       | Có      | Có      | Có         | Có          | Không    |
| Sữa                  | Không   | Có       | Có     | Có      | Có lẽ   | Không      | Không       | Có      | Có      | Có         | Không       | Không    |
| Cồn                  | Không   | Có lẽ    | Có     | Có      | Có      | Có         | Có          | Có      | Không   | Có         | Không       | Không    |

## Ở người
Ở con người, có những lời khuyên cho rằng, cách tốt nhất để ăn uống cho sức khoẻ là chọn một lấy loại thực phẩm từ mỗi 1 trong 5 nhóm thực phẩm như Rau và đậu; Trái cây; Các loại ngũ cốc nguyên hạt; Thịt nạc, gia cầm, cá, trứng, đậu phụ, các loại hạt; Sữa, phô mai và sữa chua. Mỗi nhóm thực phẩm này đều có các chất dinh dưỡng quan trọng. Số lượng thức ăn cần phải ăn sẽ thay đổi trong suốt cuộc đời, tùy thuộc vào các yếu tố như mức độ vận động, có đang mang thai, cho con bú..
Rau và đậu có hàng trăm chất dinh dưỡng tự nhiên như vitamin, khoáng chất và chất xơ. Trái cây tươi là một nguồn cung cấp vitamin và chất xơ rất tốt, nhất là những ai đang ăn kiêng. Tốt nhất là ăn trái cây tươi. Trái cây khô cũng có hàm lượng đường cao, chỉ nên thoảng mới ăn trái cây khô. Các loại thực phẩm từ ngũ cốc nguyên hạt bao gồm yến mạch, gạo nâu, ngũ cốc nguyên hạt, gạo lứt, lúa mạch, kiều mạch. Ngũ cốc nguyên hạt giàu chất đạm, chất xơ, chất khoáng và vitamin. Trong khi đó, các loại ngũ cốc đã qua tinh chế thường bị hao hụt những chất dinh dưỡng này.
Thịt nạc, gia cầm, cá, trứng, đậu phụ, các loại hạt thì những thực phẩm này cung cấp protein, khoáng chất và vitamin. Cây họ đậu và các loại hạt cũng có chất xơ rất có lợi cho người ăn kiêng. Tốt nhất nên sử dụng nhiều loại thực phẩm từ nhóm này. Nhưng người lớn không nên ăn quá 500g thịt đỏ mỗi tuần. Khảo sát cho thấy những người ăn hơn 500 g thịt đỏ sẽ bị tăng nguy cơ mắc bệnh ung thư ruột. Sữa, phô mai và sữa chua. Sữa cung cấp cho bạn protein, vitamin và calci. Nếu bạn sử dụng sản phẩm thay thế sữa có nguồn gốc thực vật như sữa đậu nành, hãy đảm bảo rằng mỗi 100ml sữa phải có ít nhất 100 mg calci. Một số loại hạt đậu hoặc yến mạch có thành phần giàu calci nhưng chúng thiếu vitamin B12 và chất đạm. có thể ăn một lượng nhỏ dầu không bão hòa. Nó có thể là dầu ô liu, đậu nành, dầu cải, hướng dương, mè.
Để có một chế độ ăn uống lành mạnh, đảm bảo sức khỏe thì nên tránh các thực phẩm như bánh quy, bánh kem, kem tươi, đá viên, nước ngọt, nước uống có ga, nước tăng lực, kẹo và sôcôla, thịt ăn liền, thịt chế biến sẵn (thịt nguội, thịt muối, xúc xích), khoai tây chiên, đồ ăn nhanh, thức ăn chiên, đồ uống có cồn vì những thức ăn và đồ uống trên thường cung cấp năng lượng dư thừa, chất béo no, quá nhiều đường hoặc muối. Chúng thường được mô tả là "giàu năng lượng nhưng nghèo dinh dưỡng".

## Một số loài

### Voi

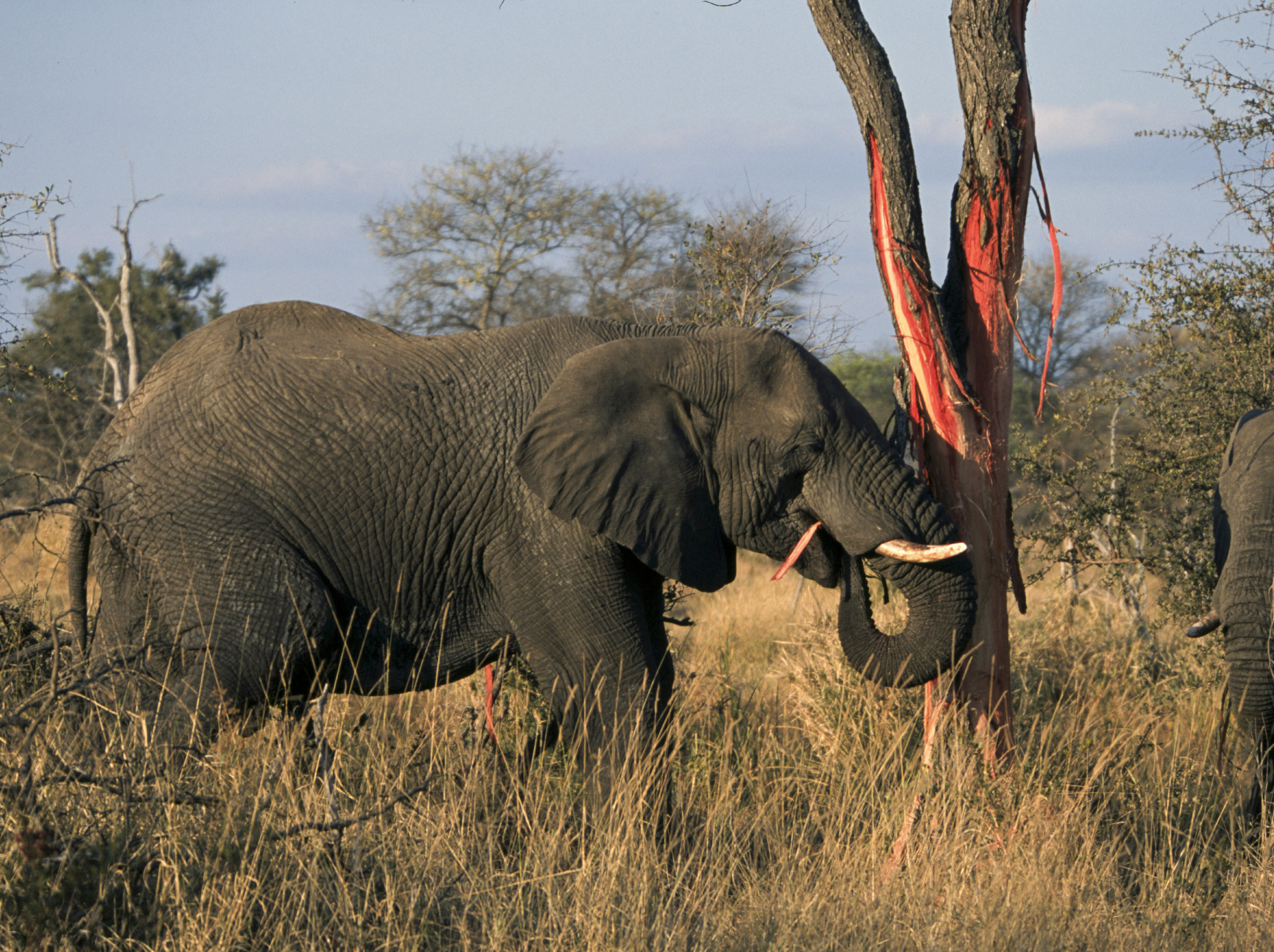
Một con voi đang tước vỏ cây để ăn, mỗi ngày voi ăn và uống một lượng khổng lồ

Voi là những con vật ngoại cỡ nên chúng cần lượng thức ăn và nước uống rất lớn với nhu cầu thức ăn trung bình lên đến 150 kg-180 kg và lượng nước uống lên đến 100 lít mỗi ngày, chúng dành nhiều thời gia cho việc đi kiếm ăn và ăn uống. Trung bình một con voi uống hơn 1 bồn nước mỗi ngày, mỗi lần chúng có thể dùng vòi hút lên 4 lít nước để phun vào miệng. Voi còn là sinh vật có thói quen ăn uống kỹ tính, chúng luôn giũ sạch bùn hoặc côn trùng bám trên cỏ lá rồi mới đưa vào miệng nhai, khi uống nước, chúng sẽ làm lắng nước rồi uống dòng nước trong lành mát dịu, chúng cũng biết sục vòi để lấy các khoáng chất từ nước bùn để bổ sung cho cơ thể. Trong 2 năm đầu đời, voi con phải phụ thuộc hoàn toàn vào sữa mẹ, trong tự nhiên thời gian này có thể lên đến 5 năm. Voi con cần bú 9 lít sữa mỗi ngày. Những con voi đực trẻ tuổi sung sức nặng 6 tấn trở lên dành 18 tiếng mỗi ngày tiêu thụ 270 kg cây cỏ.
Voi châu Phi là những con vật phàm ăn vì khối lượng khổng lồ của mình (to hơn nhiêu so với người anh em của chúng ở châu Á). Mỗi ngày một con voi trưởng thành phải ngốn hết 200–300 kg cỏ khô, uống hết 190 lít đến 200 lít nước (hoặc ít nhất là 160 lít nước khi ở sa mạc). Voi rừng châu Phi cần 100 kg thực vật để lót dạ mỗi ngày, chúng cũng thích ăn thực vật thủy sinh, nhất là những con voi rừng sống ở cạnh các dòng sông khi khô cạn để lộ ra những nhánh cỏ lau sậy xanh mướt mọng nước mà chúng thích ăn như những món sa lát. Voi trưởng thành ở vùng Okavango cần tiêu thụ 136 kg thức ăn mỗi ngày. Voi mẹ biết tìm ăn những rể cây tuy đạm bạc nhưng chúng trệt để tận dụng.
Voi sa mạc phải uống 160 lít nước một ngày để sống, mỗi ngày voi trưởng thành cần ít nhất 90 kg thức ăn, chúng còn tìm các cây lá kim trên sa mạc để lấy nước, chúng còn đánh hơi được nguồn nước dưới lớp cát khô cằn của lòng sông đã cạn khô và đào đất và dưới đó không xa là phần thưởng cho chúng, bên dưới là lớp nước sạch và mát mẻ, chúng ăn những nhánh cỏ thấm đẫm những giọt sương quý giá để lấy thêm nước. Hoạt động ăn của voi diễn ra vào sáng sớm và lúc chạng vạng, lúc thời tiết mát mẻ nhất. Voi sa mạc còn biết đào rễ cây để ăn nghiền lấy nước để giải cơn khát khô trước khi tìm được nguồn nước. Chúng còn biết đào những lòng sông khô hạn để tìm mạch nước ngầm và mạo hiểm trèo lên dốc đá gồ ghề để kiếm một loại thảo dược. Để có đủ sữa, một con voi mẹ cần phải uống đủ 110 lít nước trong 2 ngày để tiết ra sữa cho con bú vì vậy voi sa mạc có thời gian nuôi con gần gấp đôi so với các họ hàng ở đồng cỏ. Voi sa mạc có thể không uống nước trong 03 ngày.
Mỗi ngày, voi châu Á phải ăn 150 kg -180 kg thức ăn và thải ra hơn 18 lần trong khoảng thời gian đó, chúng uống 100 lít nước mỗi ngày, voi phải uống đủ nước 6 tiếng một lần, chúng thích ăn tre và cỏ nhưng chúng vẫn thích ăn các loại lá cây, dây leo và cây nhỏ, không phải lúc nào voi cũng chỉ thích các thứàu xanh, chế độ ăn của chúng phức tạp hơn nhiều, việc đó giúp dọn dẹp để ánh sáng chiếu tới tầng cuối cùng của khu rừng để nuôi dưỡng các loài cây nhỏ. Voi châu Á có thể ăn hơn 60 loài thực vật, chúng là thợ làm vườn của khu rừng, sự phàm ăn của chúng giúp phân tán hạt giống, chúng cũng là loài hảo ngọt do trong tự nhiên có nhiều cây mía đường. Voi Ấn Độ có thể ăn hết 130 kg lá mỗi ngày tương đương với 1.200 chiếc bánh hamberger, chúng cũng phải uống 100 lít nước đến 140 lít nước mỗi ngày, mỗi ngày voi Ấn Độ dành từ 15 đến 18 tiếng để ăn uống. Voi Borneo ăn hết 150 cây cỏ trong một ngày, một con voi đực có thể quật ngã 70 cây cọ trong một đêm.

### Thỏ

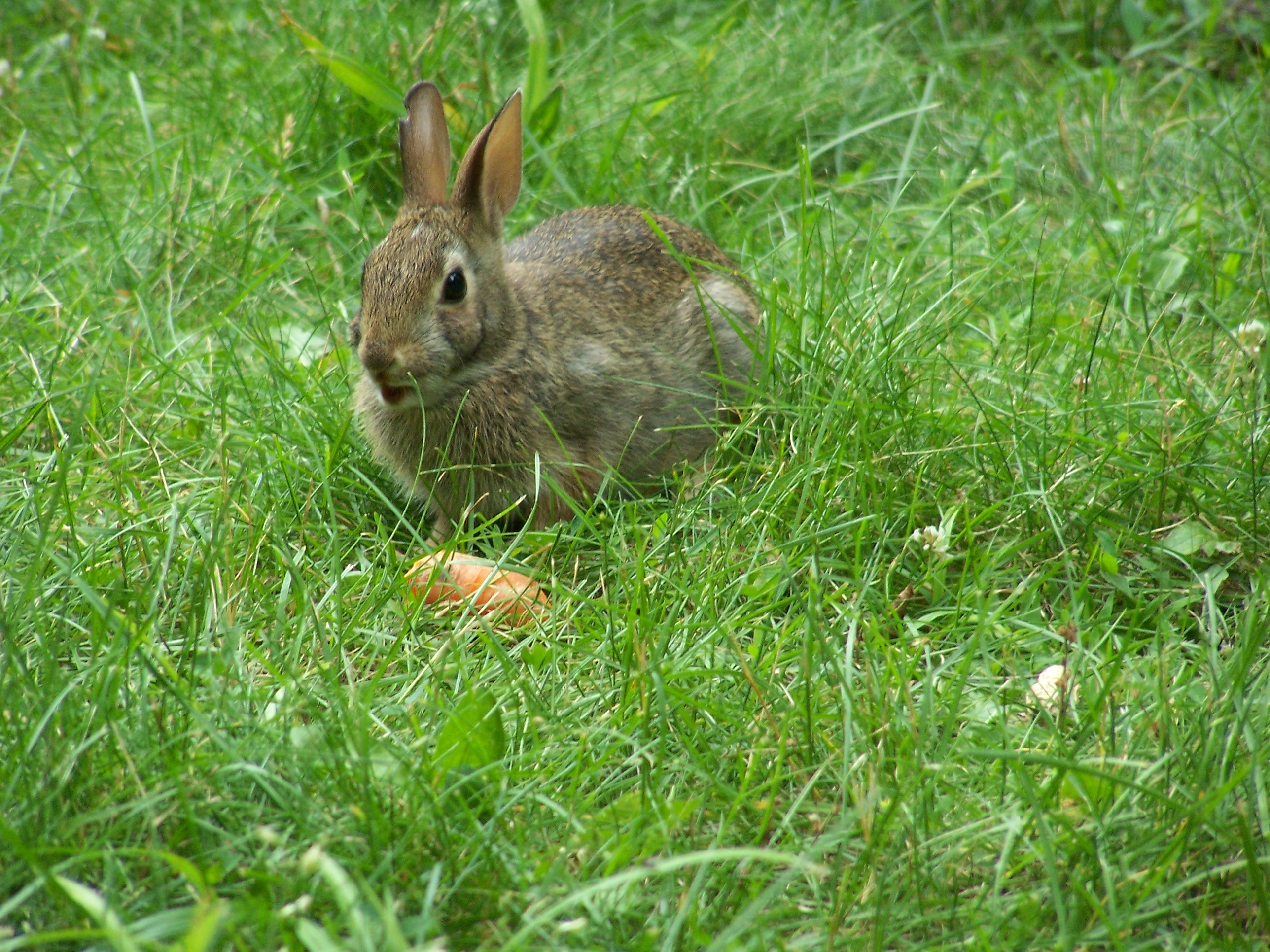
Một con thỏ đang ăn cà rốt

Mỗi ngày thỏ ăn từ 0,7–1 kg cỏ, 120g cám. Một con thỏ nhà tại Anh đã đạt kỷ lục là con thỏ lớn nhất với cân nặng 22,3 kg và dài 1,32 m, mỗi ngày nó ăn 12 củ cà rốt, tức khoảng 4.000 củ mỗi năm và các loại bắp cải, táo và 2 bát thức ăn dành cho mỗi ngày. Ước tính mỗi năm tốn 2.500 bảng (89 triệu đồng) để nuôi con thỏ này.
Theo nhận thức chung thì thỏ thích ăn cà rốt nhưng trên thực tế loại rau củ có rễ này lại không tốt cho loài thỏ Cà rốt và táo chứa nhiều đường thực vật. Thỏ thích ăn cam thảo nhưng nó lại không tốt cho chúng bởi thỏ không thể tiêu hóa đường. Nên cho thỏ ăn cỏ, cải lá xanh đậm như bắp cải, cải xoăn, bông cải xanh (tất cả nên được rửa sạch), với khẩu phần tương tương kích thước cơ thể của chúng, thỏ thông thường không ăn rau củ có rễ, ngũ cốc hoặc trái cây, đặc biệt là rau diếp vì có thể gây nguy hiểm cho chúng.
Thỏ nhà là loài vật dễ nuôi, mỗi ngày chỉ ăn một bữa thức ăn tinh bằng cơm nguội hoặc cám ngô, còn lại có thể tận dụng mọi thứ rau, củ, cỏ, có thể tận dụng phụ phẩm nông nghiệp làm thức ăn cho thỏ, thức ăn của thỏ chiếm tới 65-70% là thức ăn thô xanh như: cỏ cây hoa lá mọc tự nhiên, những phế phụ phẩm của nông nghiệp (cây ngô, lá lạc, cây đỗ tương, lá sắn dây...) hoặc các loại rau trong vườn nhà chủ yếu như lá khoai lang, rau muống, cỏ, thân cây chuối, lá các loại cây họ đậu.
Thỏ nhà là gia súc được biết như là một loài ăn cỏ chuyển hoá một cách có hiệu quả từ rau cỏ sang thực phẩm cho con người. Thỏ có thể chuyển hoá 20% protein chúng ăn được thành thịt so với 16-18% ở heo và 8-12% ở bò thịt. Một cách đặc biệt chúng tận dụng tốt nguồn protein và năng lượng từ thực vật để tạo ra thực phẩm, trong khi các nguồn thức ăn này không cạnh tranh với con người, heo, gà so với ngũ cốc. Trong những nước hay vùng không có nguồn ngũ cốc dư thừa thì chăn nuôi thỏ là một trong những phương án tốt nhất để sản xuất ra nguồn protein động vật cần thiết cho dinh dưỡng con người một cách có hiệu quả kinh tế.

### Mèo nhà

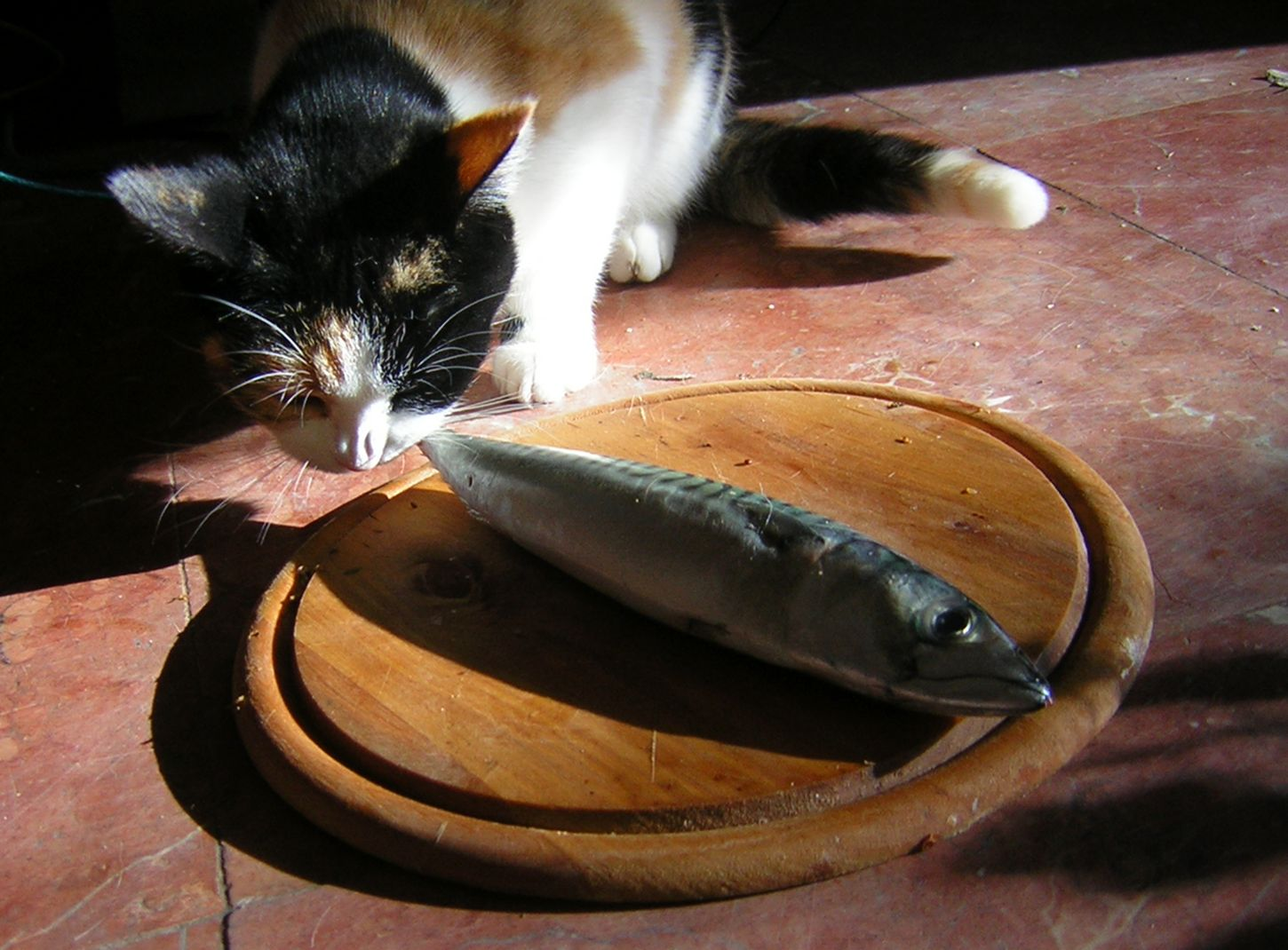
Một con mèo đang ăn cá

Nhìn chung, mèo nhà là động vật khảnh ăn (kén ăn) và ăn ít, một con mèo nặng khoảng 8 pound (khoảng 3,6 kg) cần 250 calo mỗi ngày để duy trì sức khỏe và dinh dưỡng. Trong số 250 calo cần cho ăn 4/5 bắt thực phẩm khô hoặc gần 6 ounces (khoảng 170gr) thức ăn ướt. chúng về cơ bản chúng là động vật ăn thịt, nhưng có nhiều giống mèo vẫn ăn được thức ăn cho thú nuôi và cơm rau, canh cặn. Ấn tượng chung nhất là mèo thích ăn cá và hay bắt chuột.
Loài người còn thường cho mèo uống sữa tươi (sữa bò), tuy vậy, mèo uống sữa không hề tốt vì khi mèo đến tuổi cai sữa, ở chúng sẽ xuất hiện hiện tượng "ngưng dung nạp lactose" (một loại đường chính trong sữa động vật). Khi trong cơ thể không có lactase mà mèo vẫn tiếp tục được cho uống sữa, lượng lactose không tiêu hoá được sẽ đọng lại ở đại tràng và lên men, quá trình lên men này dẫn đến đầy hơi, khó tiêu, đau bụng và tiêu chảy, còn mèo con đều cần sữa để lớn lên, nhưng là sữa của mèo mẹ chứ không phải của "bò mẹ".
Từ xưa, người Ai Cập để dụ mèo vào nhà đã dùng đến cá, mèo khi đó cũng chấp nhận ăn, và thói quen ăn cá trở thành một tập tính được duy trì đến tận ngày hôm nay, mèo ăn cá là để hấp thụ protein, và quan trọng hơn là taurine. Hầu hết các loài động vật đều tự tổng hợp được taurine nhưng mèo thì không, nên chúng cần các nguồn cung khác để thay thế. Tuy nhiên, bản chất mèo là động vật ăn thịt, nên chúng ăn được nhiều loại thịt khác nữa chứ không chỉ có cá. Nhưng cá thực sự không phải là thực phẩm tốt cho mèo, chế độ ăn quá nhiều cá dễ làm mèo bị nhiễm trùng đường tiết niệu (UTIs), một số mèo còn bị dị ứng với cá vì bản chất tiến hóa của mèo không phải là để ăn cá do đó, chỉ nên cho chúng ăn 1 hoặc 2 lần mỗi tuần.

### Chuột
Mỗi con chuột ăn trong một ngày có thể hết số thức ăn nặng bằng cơ thể của nó. Nó ăn liên tục, nhiều lần trong ngày đêm, tiêu hóa cũng liên tục. Một con chuột ăn 15-20 lần một ngày. Do đó chúng thường làm tổ cạnh các nguồn thức ăn. Tối thiểu mỗi chuột cống ăn 25 gram đồ ăn/ngày và chuột nhà ăn 2 gram đồ ăn/ngày. Chuột to thì uống 12–30 mm nước/ngày, chuột nhỏ uống 1-2mm nước/ngày. Chuột ở sa mạc, hoang mạc khô cằn thì chỉ nước trong thức ăn cây cỏ là đủ, chúng có khả năng chịu khát, không cần uống nước. Khi khan hiếm thức ăn, nó có thể ăn cả phân của chính mình.
Chuột ăn và dự trữ thức ăn (có con dự trữ trong hang tới 1–2 kg lương thực). Chúng vừa ăn vừa phá, thậm chí phá hoại còn lớn hơn ăn gấp rất nhiều lần. Một con chuột cống ăn một năm tối thiểu 9 kg lương thực như vậy 1 triệu con ngốn hết 9000 tấn. Hiện trên thế giới đang có tới 1 tỷ con chuột, chúng ngốn hết 9 triệu tấn lương thực, thực phẩm mỗi năm. Nhiều cánh đồng lúa, hoa màu bị chuột tàn phá ít là 5% nhiều là 30-50 %, có nơi tới 80%, ngay cả đồng cỏ, rừng cây, vườn quả cũng bị chúng tàn phá. Những trận đại dịch chuột phá mùa màng xưa nay ở đâu cũng có.

### Rắn
Sự trao đổi chất ở rắn xảy ra rất chậm nên một tuần chúng chỉ cần ăn một bữa, có nhiều loài rắn mỗi năm chỉ cần ăn từ 8-10 bữa ăn cũng đủ. Một con trăn có thể nhịn đói suốt 12 tháng liền, nhưng nó có thể xơi tái cả một con linh dương chân đen 60 kg, Những con trăn trưởng thành có thể không cần ăn cả tháng trời. Nhưng một khi chúng đã ăn thì sẽ không lãng phí bất kỳ thứ gì, trăn có thể tiêu hóa toàn bộ cơ thể con mồi kể cả xương. Cơ thể chúng đã phát triển một hệ thống hút calci từ bộ xương của con mồi, tạo ra bữa ăn nhiều chất dinh dưỡng. Nhờ thế mà trăn có khả năng nhịn ăn kéo dài. Trăn đất nặng gần 40 kg, thức ăn cho loài động vật này là gà, vịt chẳng may bị chết dịch hoặc cóc nhái. Loài này ăn rất khỏe, nhưng 1 tháng chúng chỉ ăn một lần. Mỗi bữa, chúng có thể ăn 5-6 con vịt loại 3 kg. Tuy nhiên, suốt 4 tháng mùa đông, chúng không hề ăn chút nào.

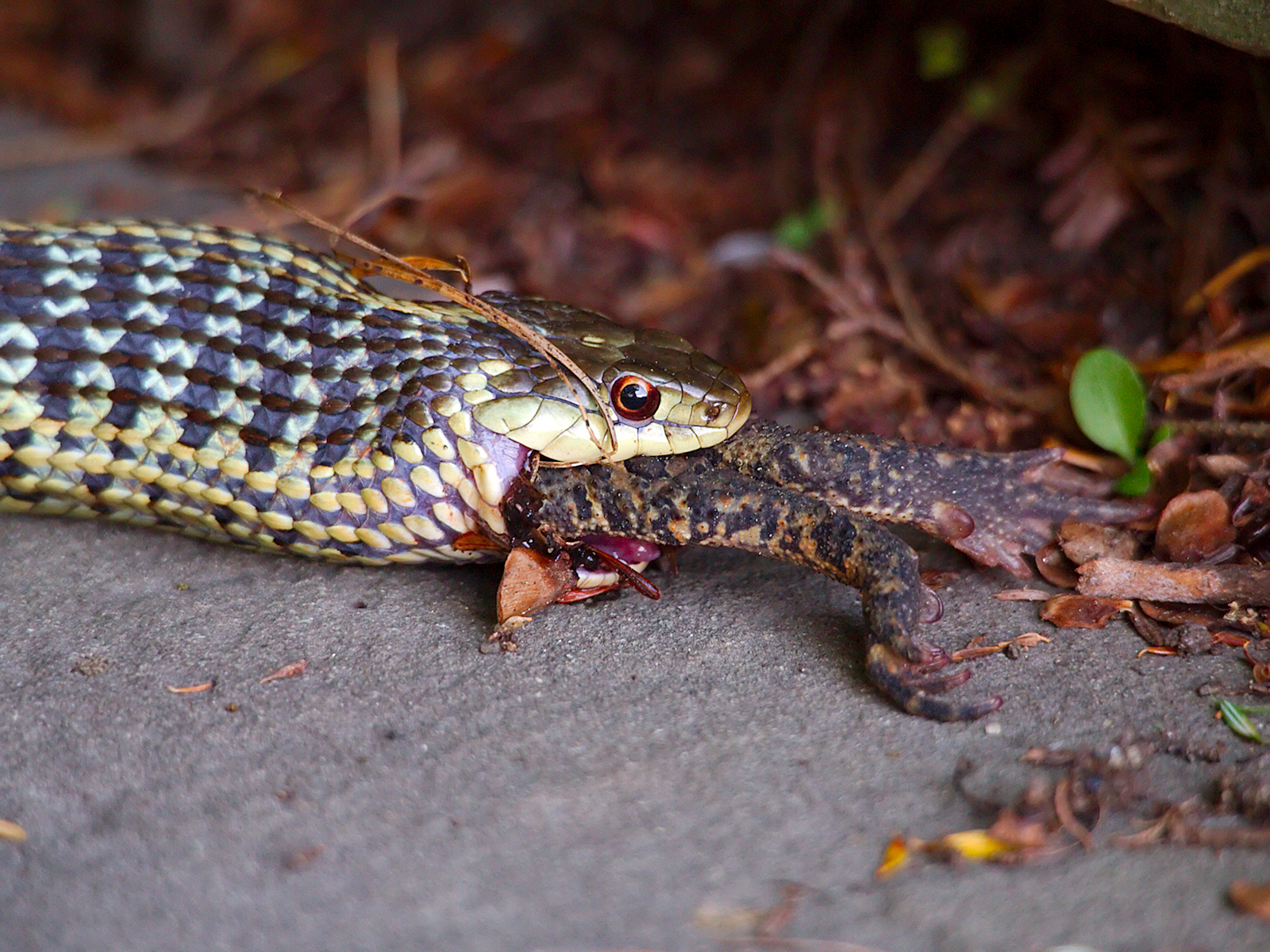
Một con rắn đang nuốt một con ếch

Thức ăn của Trăn mắt võng thường là các loài động vật có vú, chim, chuột, khi lớn, chúng có thể ăn cả lợn và nai. Thế giới đã từng chứng kiến loài trăn mắc võng nuốt cả con bò, hoặc vài con dê, thậm chí nuốt cả người. Con trăn mắc võng lớn nhất từng được biết đến ở Indonesia dài tới 15m, nặng 450 kg, có khả năng nuốt chửng một con trâu. Thức ăn của chúng là các loài thú, từ nhỏ đến lớn. Chúng thường rình mồi, quấn chết, rồi nuốt chửng con mồi, dù con mồi lớn gấp 3-4 lần cơ thể chúng. Loài trăn này ham ăn, song có thể nhịn lâu, bị bỏ đói một con trăn mắc võng đến 30 tháng sau nó mới chết, khả năng chịu đói của các loài rắn khác kém hơn đôi chút: rắn sọc dài nhịn ăn được 660 ngày, rắn đuôi kêu 630 ngày, rắn lục rousell 355 ngày, rắn nước khoang cổ 216 ngày
Món ăn ưa thích của Anaconda không phải là những con cá tầm thường mà là cá sấu. Rắn chuông mẹ thường ăn thịt những rắn con đã chết, chúng cũng ăn khoảng 11% số trứng, một con rắn mẹ có thể phục hồi năng lượng đã mất trong quá trình sinh sản mà không cần phải đi kiếm thức ăn, một hoạt động nguy hiểm đòi hỏi thời gian và tốn rất nhiều năng lượng. Có những con rắn chỉ một hơi có thể nuốt liền 4-5 con chuột bạch nhỏ, chim sẻ. Trong các loài rắn độc, có một số loài có khả năng tiêu hóa rất kỳ lạ. Chúng có thể ăn con mồi to, chiếm đến 129% trong lượng cơ thể, giống như con người ăn một lần đến 200 cái bánh hambơgơ.
Rắn lao có thể nuốt trôi con chim to gấp 10 lần đầu nó. Thức ăn vào đến bụng trong vòng 4-5 ngày đã bị tiêu hoá hết, không chừa cả xương. Trong phân của chúng chỉ sót lại một ít lông. Sau khi hấp thu hết dưỡng chất từ thức ăn, thể trọng của rắn tăng lên rõ rệt, nếu rắn lao ăn 300 g, cân nặng của nó sẽ tăng trung bình 100 g, mức tăng cao nhất đạt tới 72,7% lượng thức ăn đưa vào cơ thể. Rắn lao không ăn, không uống, trung bình sống được 78,2 ngày, con sống lâu nhất là 107 ngày, con sống ít nhất cũng được 34 ngày. Nếu cho chúng uống một ít nước, sức nhịn đói sẽ tăng lên trên dưới một lần, trung bình sống được 148 ngày, trong đó con nhịn đói giỏi nhất sống được 392 ngày, kém nhất cũng sống được 80 ngày.

### Gấu

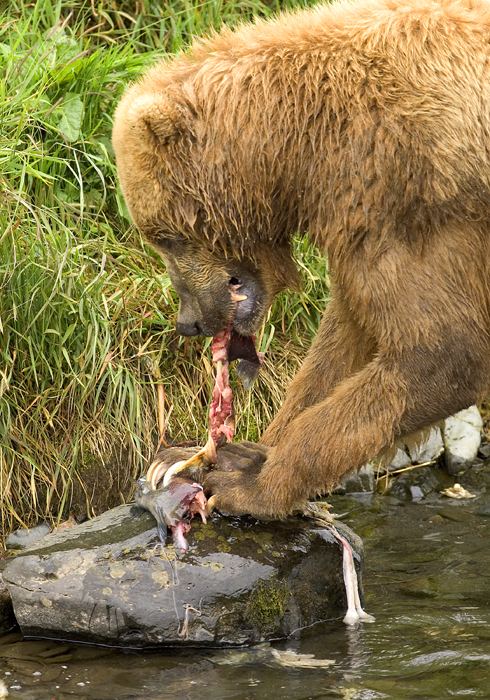
Một con gấu nâu đang ăn thịt cá hồi

Cá hồi là món ăn chính của gấu. Một con gấu xám có thể ăn hết 23 con cá hồi trong một ngày và ăn liên tục trong suốt thời gian tích mở (cùng với thời điểm cá hồi di cư để có đủ lượng mỡ tích lũy trong kỳ ngủ đông. Lượng chất dinh dưỡng gấu xám tích lũy trong thời kỳ cá hồi đẻ trứng tương đương với lượng chất dinh dưỡng mà chúng tích lũy trong phần còn lại của năm. Những con cá hồi như những miếng sushi biết bay ngang qua miệng gấu. Cuối tháng 8, khi mùa đẻ trứng gần kết thúc, cá hồi bắt đầu chết. Những con gấu xám chuyển sang tìm xác cá chết trong vùng nước lặng ở hạ lưu sông. Cá hồi là nguồn thức ăn giàu dinh dưỡng và là nguồn sống chính của loài gấu xám Alaska. Mỗi con sẽ bắt 12 con cá hồi/ngày trong mùa săn cá hồi. Những con gấu phải phụ thuộc vào chuyến đi của cá hồi để tích trữ gần 90% lượng thức ăn trong năm.
Khi mùa đông đến, gấu xám ở Alaska sẽ tích mỡ để chuẩn bị ngủ đông, chế độ ăn của một con gấu đến 90% là thực vật, nhưng những nguồn thức ăn giàu đạm và chất béo như thịt đỏ, cá không bao giờ bị bỏ qua, một con gấu đực trưởng thành có thể ăn hơn 90 kg thức ăn trong một ngày, tương đương với một con tuần lộc đực. Gấu xám Bắc Mỹ hoạt động như những kỹ sư sinh thái, bắt cá hồi và mang chúng tới các vùng cây lân cận. Tại đó chúng thải nước tiểu và phân giàu dinh dưỡng và xác bị ăn dở. Đã có ước tính rằng những con gấu để lại tới nửa số cá hồi chúng bắt được trên nền rừng với mật độ có thể lên đến 4,000 kilograms trên 1 hectare, cung cấp tới 24% tổng lượng nitơ có được cho các khu rừng ven sông Những con gấu xám cũng đào đất để tìm những con bướm đêm đang trú ẩn, chúng có thể đào được 40.000 con bướm một ngày, chúng ăn với số lượng lớn mỗi ngày có thể bổ sung tới 20.000 calo.
Gấu nâu là một trong những loài ăn tạp nhất trong các loài hoang dã, gấu nâu châu Âu cần ăn 40 kg thức ăn một ngày và phải ra sức nhồi nhét trong vài tháng mùa hè ngắn ngủi lưu lại khi nhường chỗ cho mùa đông lạnh giá, gần 50% lượng thức ăn mà gấu nâu tiêu thụ là hoa quả và dâu dại mà chúng tìm thấy, nó sẽ ăn hàng trăm quả mỗi ngày trong suốt những tháng hè, chúng còn ăn những con côn trùng chứa nhiều protein. Một con gấu châu Âu cần ăn 40 kg thức ăn mỗi ngày, chúng phải cố gắng nhồi nhét thức ăn trong vài tháng cho đến khi mùa hè qua, mùa đông tới vì chúng phải ngủ đông và sụt giảm 1/3 trọng lượng.
Gần 50% lượng thức ăn gấu châu Âu tiêu thụ là hoa quả và dâu dại, việt quất mà nó tìm thấy, nó có thể ăn hàng trăm quả mỗi ngày trong suốt những tháng hè. Chúng có cái mũi rất nhạy và thường đánh hơi được thức ăn của con người khi ở gần rừng hay khi cắm trại để mò tới. Gấu nâu có khứu giác cực kỳ tinh nhạy, chúng thính nhạy gấp 7 lần so với chó săn hay gấp 2.000 lần so với con người, chúng có thể đánh hơi một cái xác tận 30 km, nó có thể ăn tới 40 kg thịt mỗi làn, chúng là loài ăn tạp, chúng có thể ăn gần như mọi thứ, chúng ăn cỏ và hoa quả suốt mùa hè và mùa thu, đến đầu mùa xuân cây cỏ trở nên hiếm hoi, xác của các loài thú có vú không sống sót qua mùa đông sẽ trở thành nguồn thức ăn chính trong các tuần tiếp theo. Gấu nâu Maxicân ở Ý có thể ăn từ 10–20 kg thức ăn mỗi ngày, nó được coi là loài ăn tạp đặc biệt với hoa quả, rau và dâu, tỷ lệ thịt trong chế độ ăn của chúng ít hơn nhiều so với những con gấu nâu khác, dù chúng ăn chay nhưng vẫn bị hấp dẫn bởi những cái xác trên núi.

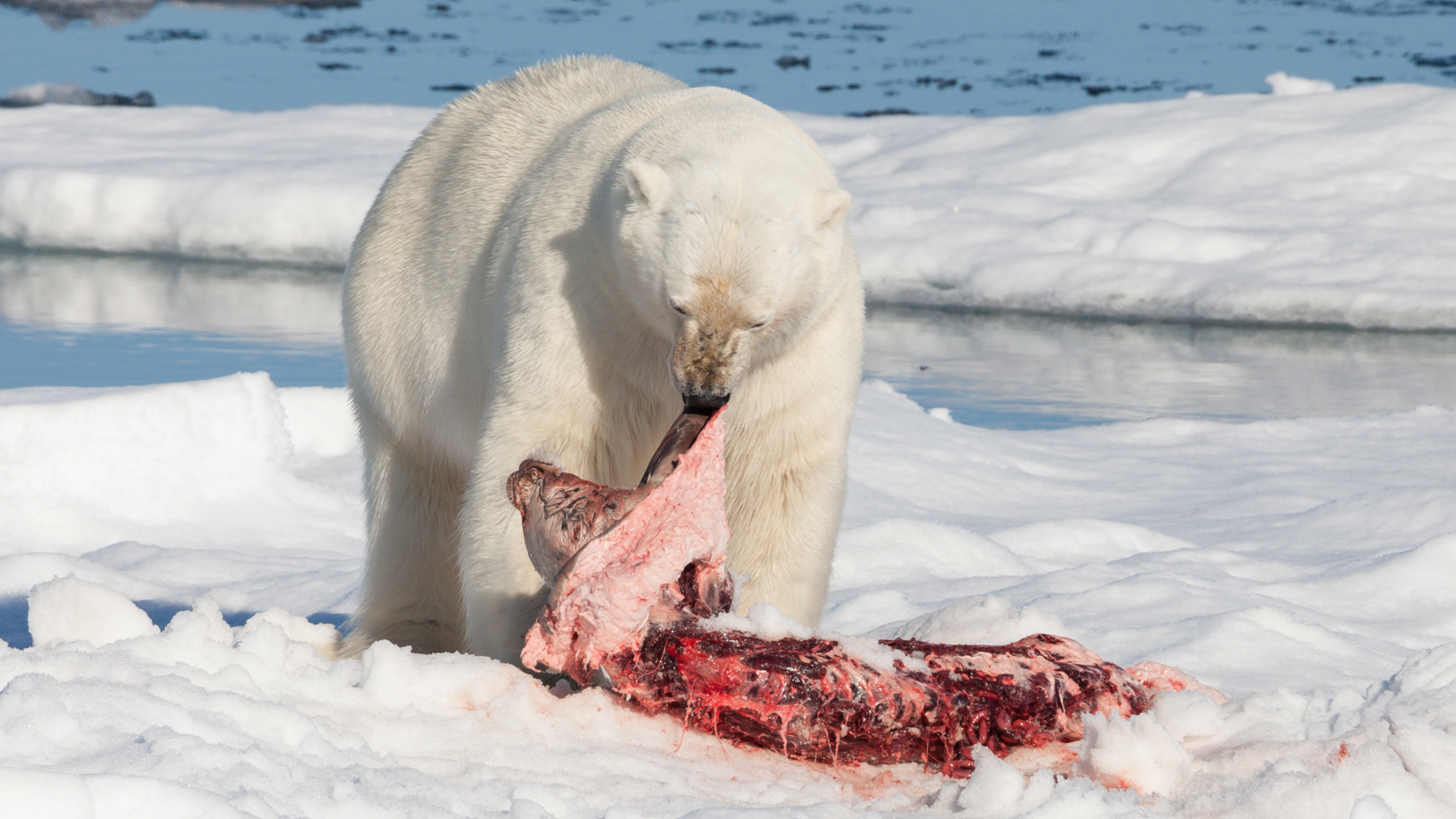
Một con gấu trắng đang ăn mồi

Gấu trắng là loài chuyên ăn thịt, Gấu Bắc Cực có con mồi chính là hải cẩu vòng, gấu Bắc Cực có khứu giác cực kỳ tinh nhạy, chúng có thể đánh hơi tìm bữa ăn tiềm năng cách đó 30 km, gấu Bắc Cực cần ăn ít nhất 2 kg mỡ mỗi ngày để sống sót, một con hải cẩu non sẽ giúp nó duy trì được trong 2 ngày, chúng sẽ tiến tới ngược hướng gió là giảm thiểu khả năng bị đánh hơi hay nghe thấy, chỉ 1 trong 50 cuộc đi săn là thành công, chúng biết phải kiên nhẫn. Chỉ bằng mùi hương, gấu Bắc Cực có thể phát hiện con mồi nằm bên dưới mặt băng hơn 1m, thế giới băng của hải cẩu con có thể sụp đổ bất cứ lúc nào
Gấu Bắc Cực rất phàm ăn và có thể ăn hơn 45 kg mỡ động vật chỉ trong một lần, thu nạp gần 70.000 calo, trong 3 tháng tiếp theo, nó sẽ tiêu thụ khoảng 2/3 nhu cầu năng lượng hàng năm của mình. Cứ 5 lần đi săn hải cẩu thì mới có 1 lần thành công, khi băng tan thì 20 lần săn mới thành công được 1 lần. Một con hải cẩu cỡ nhỏ nhưng riêng lượng mỡ của nó đã chứa hàng trăm ngàn calo, đủ năng lượng cho con gấu trong một tuần. Trong những lúc khó khăn, nhiều con gấu Bắc Cực được ghi nhận là đã mạo hiểm trèo lên những vách núi để ăn trứng chim.
Gấu trúc lớn không thể tiêu hóa nhiều loại thực vật, yhức ăn chính của chúng là tre và trúc. Tre là loại thực phẩm tương đối nghèo dinh dưỡng nên không thể giúp gấu trúc tích lũy đủ chất béo để ngủ đông giống như họ hàng gấu khác do đó nó phải hoạt động quanh năm, di chuyển rất xa qua nhiều môi trường sống. Gấu trúc có thực đơn đến 99% là tre trúc, và chúng dành tới 14 giờ để ăn mà chỉ đủ duy trì sức khỏe mà không bị đói, chúng còn biết xoắn lá để rã đông giúp chúng ăn uống thoải mái trong mùa đông. Gấu chó có thực đơn với hơn 100 loài côn trùng. Lũ gấu chó khi nuôi nuốt ăn hết khoảng 150 cân thức ăn các loại và hoa quả mỗi ngày. Gấu đen ở châu Mỹ có thể tiêu thụ hơn 2.000 calo mỗi ngày trong thời kỳ tích mỡ. Chúng có thể ăn 15 con cá hồi mỗi ngày, gấu Andes là loài ăn thịt trên cạn lớn nhất mặc dù chỉ 5% thực đơn của chúng là thịt, chúng tìm kiếm các cây họ dứa mọc trong sương mù. Gấu lười thích ăn côn trùng, nhất là mối, những con mối bé nhỏ và trắng như những hạt cơm có chân, chúng có thể hút những con mối này. Thỏ Pika họ hàng sống trên cao của thỏ này chiếm khoảng 60% khẩu phần ăn của gấu Tây Tạng, dù cao nguyên cung cấp cho chúng nhiều con mồi lớn nhưng chúng thích một bữa ăn vừa miệng hơn. Nhìn chung, các loài gấu thích mật ong.

### Sư tử

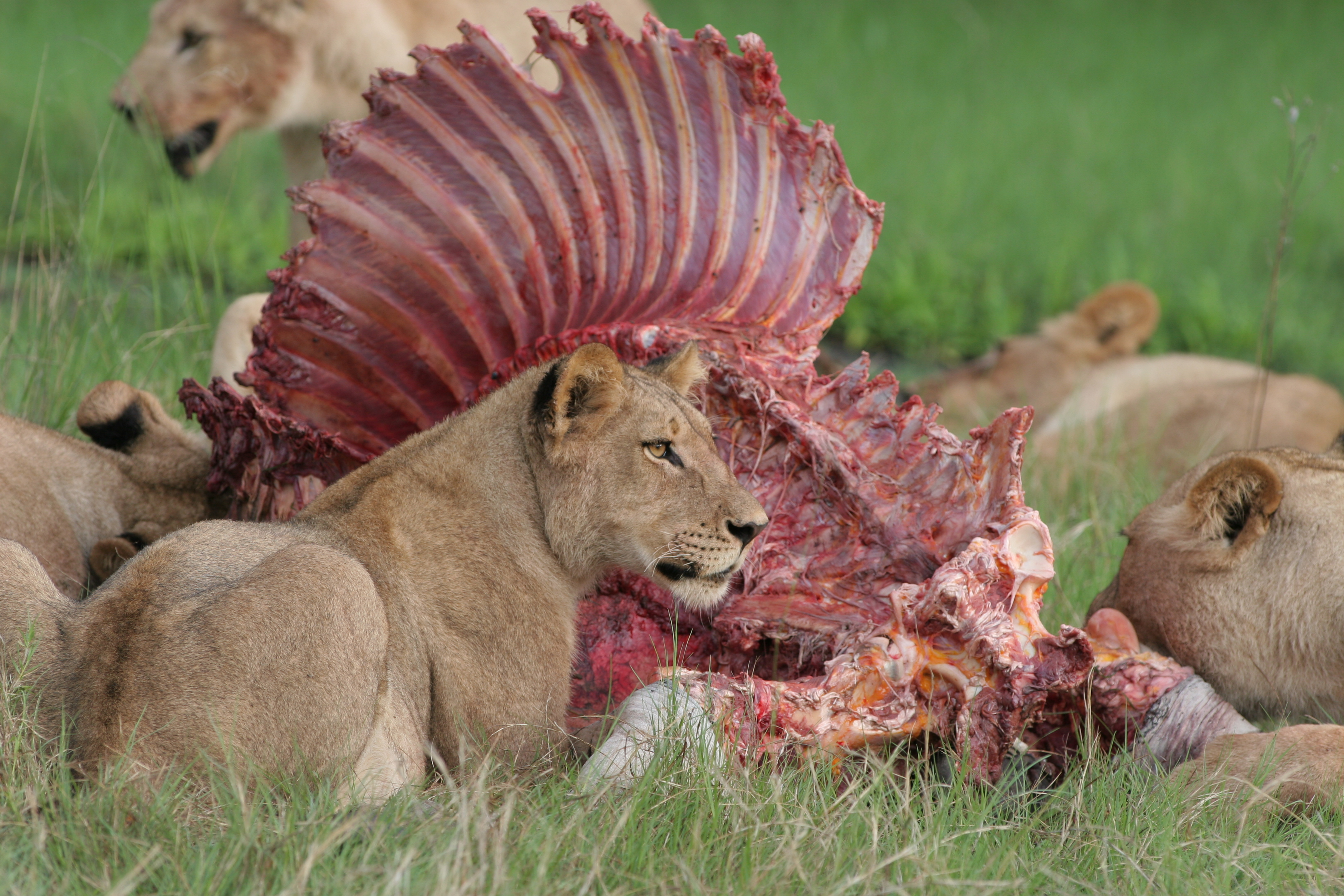
Bầy sư tử đang ăn ngựa văn

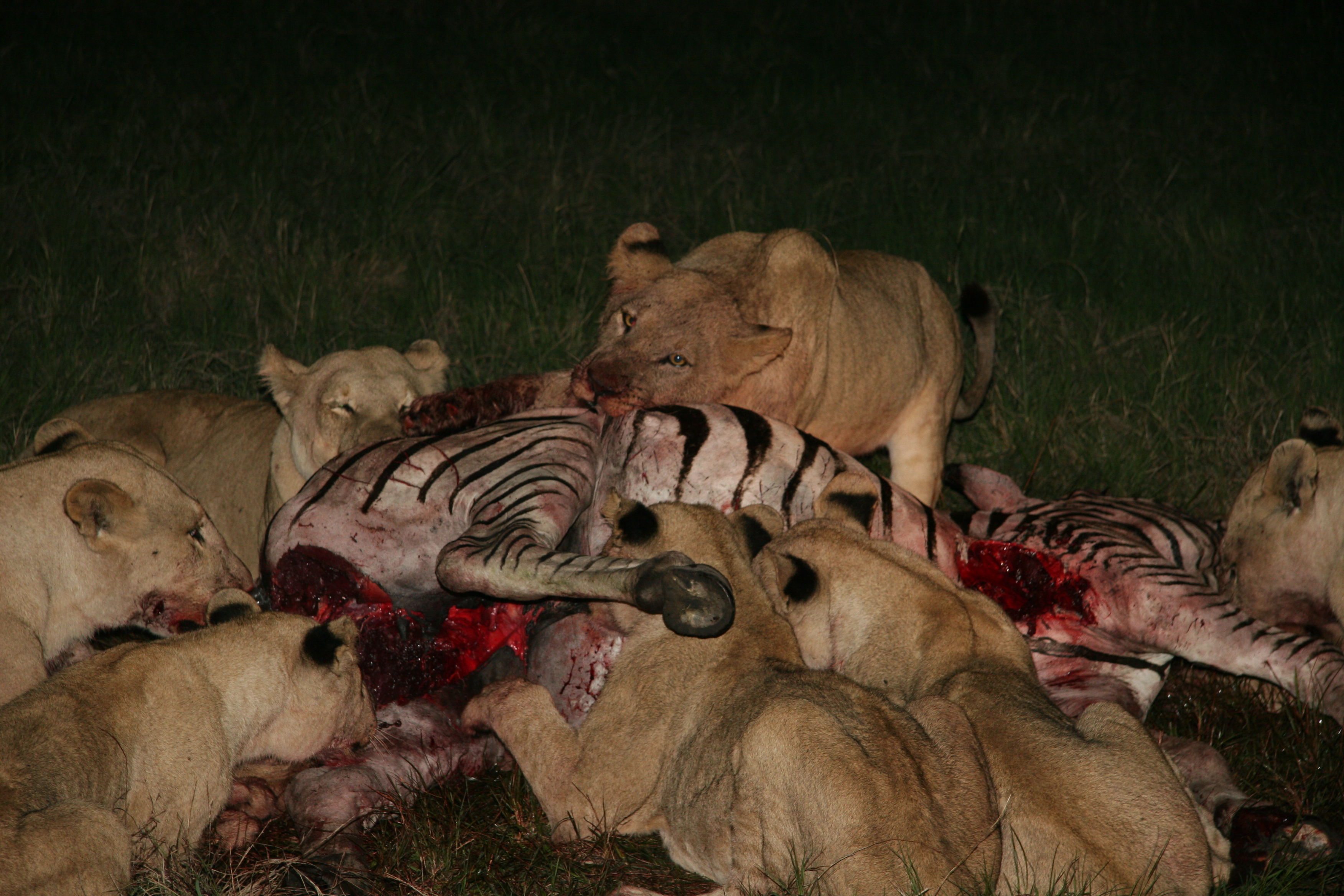
Sư tử có kiểu ăn nhiều tầng

Sư tử hay bắt những con mồi của chúng bao gồm ngựa vằn, linh dương đầu bò, trâu rừng châu Phi, hươu cao cổ, hà mã trưởng thành (khi lên bờ, đi lạc, kiệt sức trong mùa hạn), và thậm chí là voi gần trưởng thành, mặc dù voi trưởng thành là quá nguy hiểm cho chúng khi chúng muốn đấu sức với nó nên sư tử thường nhắm những con voi con để săn bắt. Khi đơn lẻ, nói chung chúng dễ dàng săn các con mồi nhỏ hơn chúng, bao gồm linh dương đầu bò (Connochaetes), linh dương (họ Bovidae), linh dương Gazen (chi Gazella) và lợn nanh sừng châu Phi (Phacochoerus africanus). Những con sư tử sống gần bờ biển còn ăn thịt cả hải cẩu. Có tới 75% cuộc săn diễn ra vào ban đêm, 85% cuộc săn do sư tử cái đảm nhận. Tỷ lệ săn mồi thành công của sư tử là khoảng 1/5 tức khoảng 20-30%. Chỉ 25% các cuộc đi săn đơn độc của sư tử là thành công. Vào mùa khô khi con mồi tập trung một chỗ, tỷ lệ săn mồi thành công của sư tử là đến 40%.
Mỗi bữa chúng có thể ăn liền một mạch hết 40 kg thức ăn. Khi đói chúng có thể ăn một lượng thức ăn bằng 1/4 trọng lượng của chúng trong một lần ăn. Sư tử cần phải uống nước sau khi ăn, tuy nhiên chúng cũng có thể hấp thu lượng nước từ con mồi của chúng là đủ. Sư tử có thể nhịn ăn từ 5 đến 6 ngày. Cứ vài ngày thì sư tử phải ăn một lần, nếu là sư tử mẹ thì phải ăn nhiều hơn để có sữa cho con bú. Món thịt khoái khẩu của chúng là thịt trâu vì chúng là con mồi đủ to, và có đủ thịt cho cả bầy. Một con trâu châu Phi nữa tấn là đủ cho cả bầy sư tử trong cả tuần, bầy sư tử luôn bám theo đàn trâu làm chúng căng thẳng và hoảng loạn mà hoảng loạn có nghĩa là sơ hở để chúng bao vây tấn công. Sau khi ăn no nê, chúng đôi khi cần phải dành đến 24 tiếng ngủ để tiêu hóa hết thức ăn, chúng nằm ngủ nghỉ đến 3, 4 ngày liền, ăn hết một con trâu chẳng phải là chuyện dễ.
Nhiều đàn sư tử có thể hạ 45.000 con linh dương khi chúng di trú. Hai con sư tử đực trưởng thành có thể ăn hết 1/3 con mồi trong một bữa, tương đương với 60 kg thịt, có nghĩa là mỗi thành viên trong bầy cần ăn ít nhất bằng khoảng 30 miếng bít tết trong một ngày. Cứ vài ngày thì sư tử phải ăn một lần. Với những con mồi lớn, sư tử ăn chung theo kiểu xe buýt nhiều tầng, các con sư tử quây tròn bên xác con mồi, cưỡi lên nhau và vươn cổ ra hoặc chen chúc để ngấu nghiến con mồi, kiểu ăn này cho phép tất cả các thành viên, kể cả con non đều cùng ăn được, khi ăn chúng thường áp sát mặt nhau, do hay tranh giành ngấu nghiến, chúng hay cào cấu, cắn xé lẫn nhau vì vậy nhiều con sư tử hay mang sẹo (nhẹ) trên mặt.
Sư tử cũng ăn xác chết, chúng chiếm tới 1/3 lượng thức ăn của sư tử. Mặc dù là loài săn mồi chóp bu ở thảo nguyên châu phi nhưng sư tử cũng được biết đến là loài ăn xác thối, chúng thường cướp mồi của các loài chó hoang châu Phi, báo hoa mai, linh cẩu và báo săn, thậm chí 50% thực đơn của chúng là xác chết, như vậy cũng không khác gì so với linh cẩu nhưng sư tử có mọi vinh quang còn linh cẩu thì chẳng có gì mà còn mang tiếng xấu và ác và cơ hội, hóa ra sự khác biệt nằm ở vẻ bề ngoài. Sư tử chỉ săn mồi khi cần thiết, với đầy rẫy xác chết trong mùa hạn, chúng như được sống trong bữa tiệc.

### Hổ

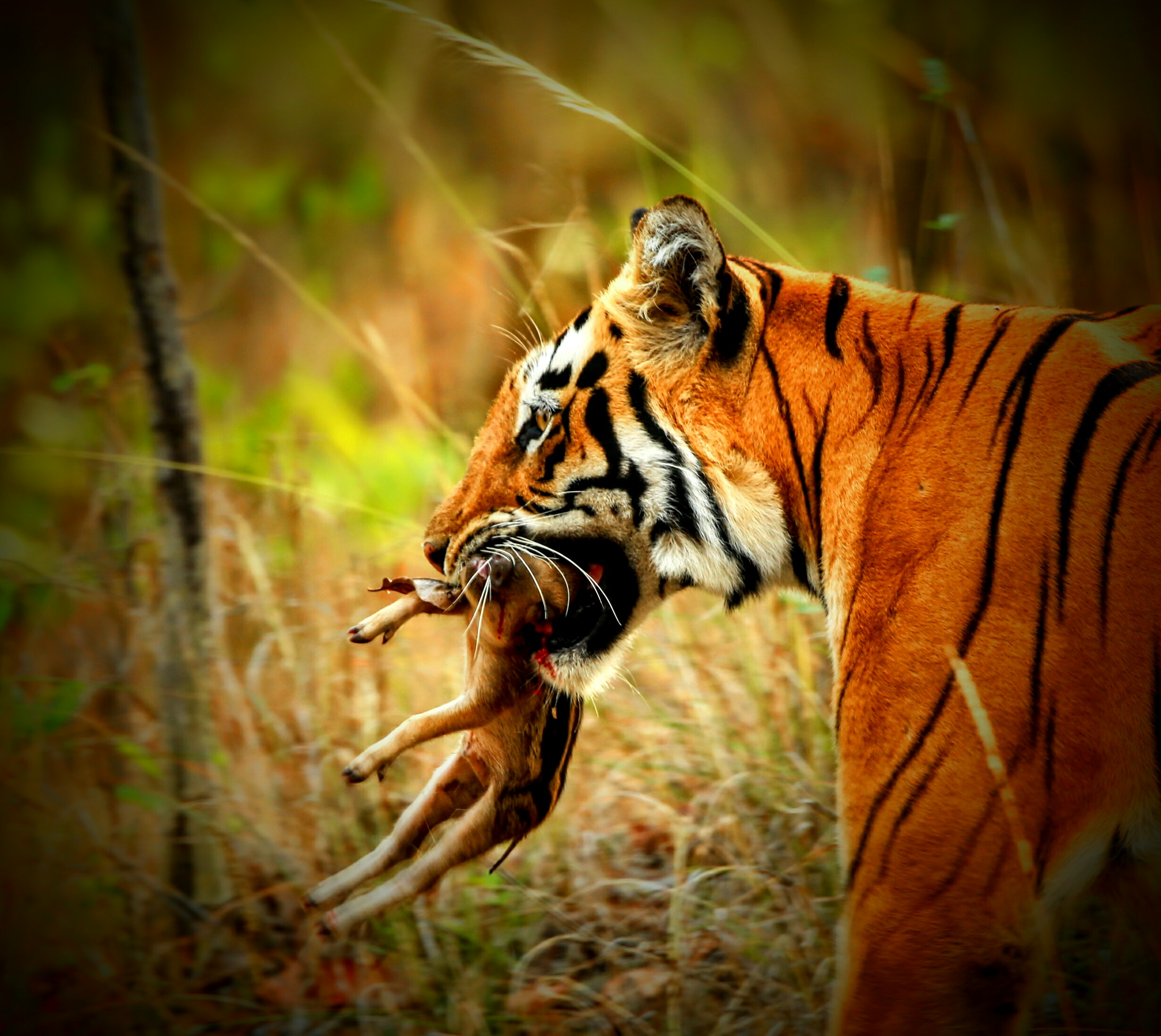
Một con hổ đang bắt ăn một con heo rừng con, mỗi năm, ước tính hổ sẽ ăn khoảng 50 con thú cỡ hươu hoặc lợn rừng (kích cỡ khoảng từ 18-20kg) tương đương với khoảng 3 tấn thịt, mỗi tuần, hổ cần ăn trung bình một con (tương đương 18kg thịt tươi), mỗi ngày, chúng sẽ ăn bình quân từ 4-6kg thịt, nhưng chúng có thể ăn từ 40-45kg thịt tương đương với 75 cân Anh (pound) trong một bữa ăn

Hổ là loài thú trong bộ ăn thịt, chế độ ăn uống của chúng chủ yếu là thịt (động vật chuyên ăn thịt). Chúng sẽ săn tìm cả con mồi cỡ vừa và lớn trong tự nhiên. Con mồi của chúng sẽ thay đổi theo khu vực nơi chúng sinh sống, vì các loài khác nhau sẽ có sẵn trong mỗi vùng. Hổ không có vấn đề gì khi săn thú lớn hơn nó bao gồm cả trâu rừng và cả gấu. Chúng có cặp răng nanh lớn và các răng sắc nhọn khác để cắt da, thịt, và xương của con mồi. Hổ có 30 răng sắc nhọn, các răng cửa được sử dụng để tóm con mồi và giết nó, chúng cũng được sử dụng để lóc khối thịt từ xương. Chúng sử dụng răng nanh để giết chết và cắn mồi và các răng hàm răng để nhai thịt, lưỡi của chúng thô ráp, có thể liếm rời những mẫu thịt từ xương. Chúng có kiểu ăn một bên hàm, hổ sẽ nghiêng đầu khi ăn, dùng răng hàm để gặm cắt từng tảng thịt lớn rồi nuốt ừng ực. Với những miếng thịt vừa vặn cái miệng như thịt gà, chúng sẽ ngoạm trọn và nhai rau ráu. Để săn được con mồi, chúng phải tiếp cận từ khoảng cách tối thiểu 10m, chúng có khả năng đi rón rén trên nền rừng sột soạt.
Chế độ ăn của hổ bao gồm một lượng lớn động vật thường có kích thước từ trung bình đến lớn, nặng hơn 200 pounds, thậm chí còn có thể tấn công các dã thú săn mồi và động vật khác có kích thước lớn hơn chúng. Một thành phần không thể tách rời trong chế độ ăn uống của chúng là con mồi cỡ lớn nặng khoảng 20 kg (45 lb) hoặc lớn hơn. Động vật nhỏ chiếm một phần nhỏ trong chế độ ăn uống thông thường của chúng. Chúng tiêu thụ nhiều nhất là các loài thú móng guốc, những con có móng, nặng hơn 200 pound, trong số đó, hươu và lợn rừng là một trong những loài phổ biến nhất, khi cần thiết, chúng có thể ăn thịt các loài ăn thịt như báo, rắn trăn, cá sấu và chó hoang, chúng có thể bổ sung chế độ ăn uống với các loài nhỏ như khỉ, nhím, cá và thậm chí một số loài chim, mối. Trung bình cứ 20 cuộc đi săn thì mới có 1 lần thành công. Không có gì thu hút hổ hơn một cái xác tê giac.
Người ta ước tính rằng mỗi con hổ sẽ khoảng 50 con thú có kích thước cỡ hươu mỗi năm, khoảng một con mỗi tuần. Hổ có thể nhịn đến hai tuần mà không ăn, nhưng khi bắt mồi, chúng có thể ăn 75 cân (pound) thịt cùng một lúc nhưng thường, chúng sẽ ăn một lượng nhỏ hơn. Hổ có thể ăn thịt 40 kg (88 cân Anh) một lần. Hổ cần ăn 18 kg thịt tươi mỗi tuần. Một con hổ có thể di chuyển trong 2 tuần liền mà không cần thức ăn. Một con hổ Siberia có thể ăn một lúc hơn 45 kg thức ăn và không cần nạp năng lượng sau đó nhiều ngày. Hổ Amur có thể được gọi là "kẻ săn mồi tuyệt đối", đứng ở vị trí cao nhất trong chuỗi thức ăn. Hổ tấn công và ăn các loài động vật có kích thước nhỏ hơn nó. Một con hổ đói thậm chí có thể tấn công cả gấu. Tuy nhiên, hổ Amur không bao giờ giết nhiều động vật hơn lượng thức ăn mà nó cần để duy trì sự sống.

### Linh cẩu

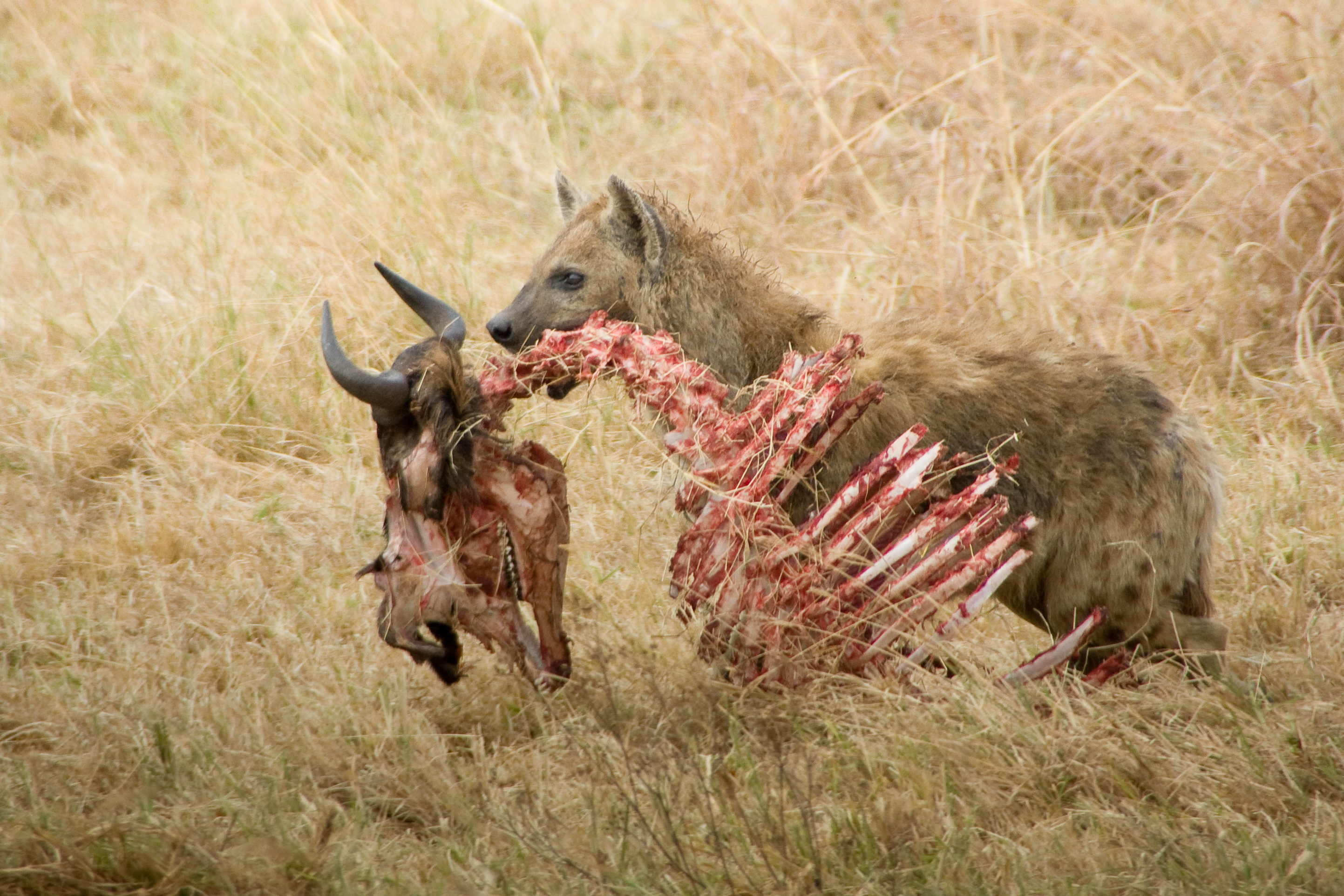
Một con linh cẩu đốm đang tha và gặm xương con linh dương đầu bò

Linh cẩu đốm có thể ăn hết một lúc gần 15 kg thịt, nó sẽ moi dạ con hay nầm của con vật và ăn phần tinh hoàn của nạn nhân trước, dấu hiệu dễ nhận biết là máu sẽ vương vãi khắp nơi, không giống cảnh tượng gọn gàng của sư tử. Trung bình mỗi con linh cẩu di chuyển 40 km mỗi ngày để kiếm thức ăn. Một đàn linh cẩu có thể xơi tái hết một con linh dương đầu bò trong vòng 1 tiếng đồng hồ, kể cả xương. Hộp sọ to, cơ hàm khỏe giúp chúng phù hợp trong việc nghiền xương, dạ giày với lượng axit cao giúp chúng phân hủy xương, từ đó giúp chúng ăn được hết những gì mà các động vật khác bỏ lại. Linh cẩu có thể hấp thụ một lượng thức ăn bằng 1/3 trọng lượng cơ thể chỉ trong một lần ăn, nó ăn mọi thứ chỉ trừ răng và gạc, khi không ăn hết cái xác, những con linh cẩu dày dặn biết một thủ thuật tài tình, chúng dấu nhiều thức ăn nhiều nhất có thể trong một ao nước để nước dấu đi mùi thức ăn trước những kẻ khác, nó sẽ quay lại dọn nốt chỗ thức ăn
Nhờ chế độ ăn nhiều xương, linh cẩu mẹ có thể tiết ra lượng sữa đậm đặc nhất trong số các loài động vật có vú do đó linh cẩu con thừa hưởng bộ khung xương chắc chắn. Linh cẩu đốm nặng 80 kg nhưng có lực cắn lên đến 900 kg/cm2, nếu chúng tìm thấy mẫu xương bị róc sạch thịt chúng vãn có thể căn nát xương và hút phần tủy bổ dưỡng bên trong. Nhiều lầm tưởng cho rằng linh cẩu là loài chuyên ăn xác thối và chuyên cướp miếng ăn của loài khác, thực tế chúng có ăn xác thối trong nhiều trường hợp nhưng chúng còn là loài săn mồi sống theo đàn đáng sợ và hiệu quả, 95% khẩu phần của chúng là do chúng tự săn được. Trên thực tế sư tử là kẻ cướp thức ăn của linh cẩu chứ không phải ngược lại.
Linh cẩu nâu có kích thước một con chó cỡ bình thường, không có đốm, điều đặc biệt là dù cơ thể nhỏ hơn linh cẩu thường nhưng miệng chúng lớn hơn linh cẩu đốm, có thể ngoạm cả đầu con mồi để ăn bộ não nhiều dinh dưỡng, chúng cắn đứt và mang cả cái đầu đi, hàm răng của chúng cực kỳ khỏe, có thể gặm nát xương sọ, chúng sẽ cắn đầu và ăn xác những con vật chết, chúng đủ to để ngoạm cả đầu một con dê để cắn đứt ra để ăn não, một cơ quan nhiều dinh dưỡng nên không cần phải ăn hết phần xác còn lại, chúng không săn mồi, chúng có thể ngửi thấy xác thối rữa cách vài km để mò đến kiếm ăn.
Những con linh cẩu nâu sống ở bờ biển sa mạc Namib còn được gọi là chó sói biển, nặng đến 40 kg hơn chó rừng tới 4 lần, chúng thường xuyên tấn công những con hải cẩu non bị bỏ mặc một mình khi mẹ chúng đi kiếm ăn hoặc lơ là, khi bộ hàm của nó cắn chặt lấy sọ của một con hải cẩu non nó có thể nghiền nát ngay lập tức, khi có quá nhiều con mồi, lủ linh cẩu sẽ thực hiện một cuộc tấn công ồ ạt đẫm máu, chúng sẽ giết và bỏ mặc con mồi, tự nhiên dường như luôn khắc họa chúng là những kẻ hung ác nhưng thực ra chúng chỉ cố sống sót trên sa mạc khắc nghiệt vì nếu không chúng cũng sẽ chết, một con hải cẩu non chết là đem lại sự sống cho bầy linh cẩu non được sống.

### Sói

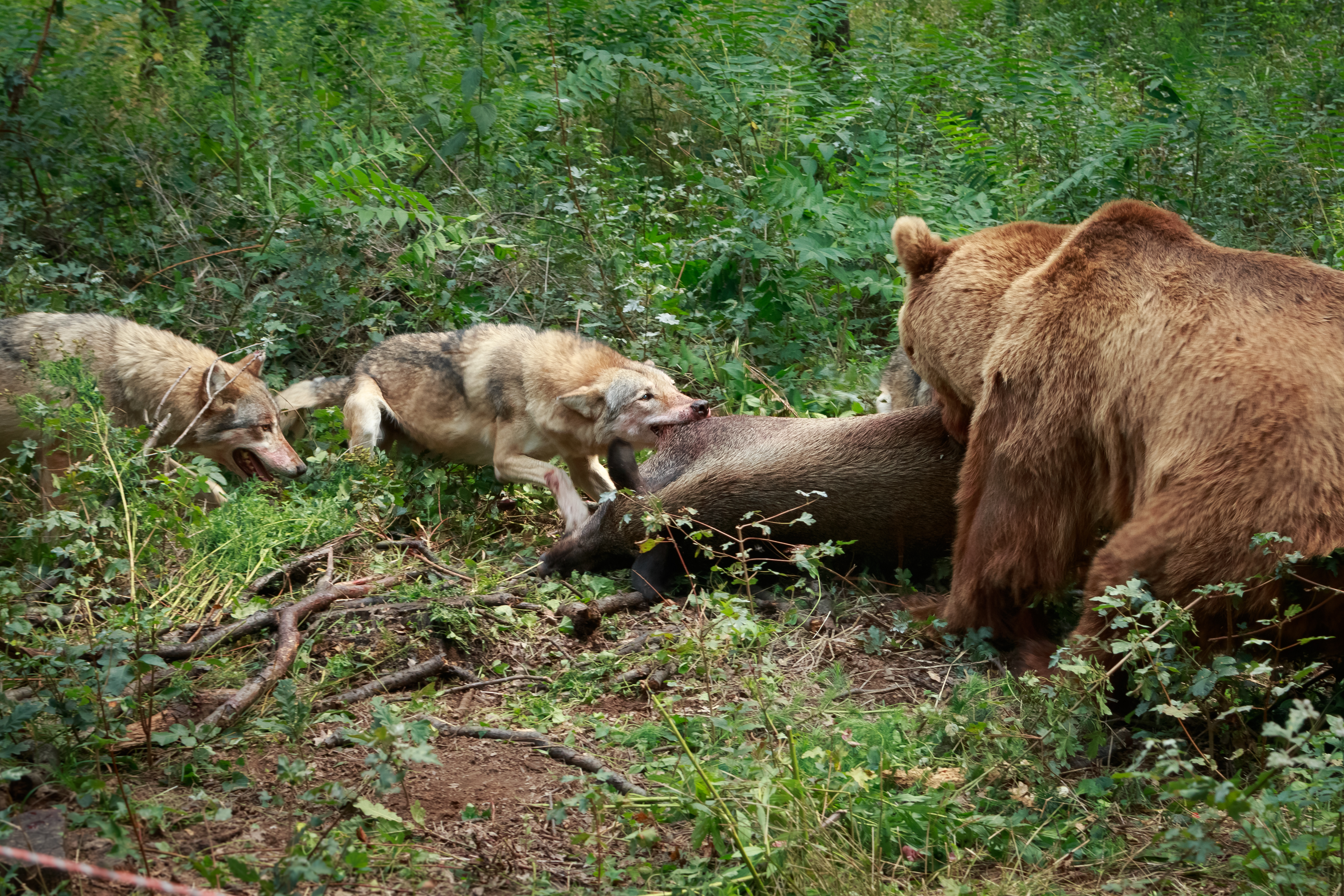
Sói là những con vật hung dữ vì miếng ăn, chúng có thể tranh giành với cả gấu là loài to lớn hơn chúng nhiều lần

Một con sói cần ít nhất 1 kg thịt mỗi ngày để sống sót, trung bình mỗi ngày chúng cần từ 3 đến 5 kg thịt. Chúng lùng sục khắp mọi nơi và cần nhanh chóng hạ gục con mồi lớn để đáp ứng nhu cầu của cả đàn sói. Cứ 2 đến 3 ngày là đan sói phải đi săn một lần. Chúng có thể tiêu thụ đến 9 kg trong một bữa ăn và có thể nhịn ăn trong nhiều ngày, khi thức ăn khan hiếm nó có thể nhịn ăn đến 2 tuần thậm chí là 20 ngày, chúng có thể nhịn đói để lùng sục con mồi nhiều ngày liền, chúng không ngủ đông. Mỗi con sói núi An-pơ trưởng thành có thể ăn đến 4,5 kg thịt trong một bữa mặc dù có thể chúng không ăn suốt cả tuần, chúng thích những con mồi lớn nhưng cũng sẽ không bỏ qua con mồi nhỏ và những cái xác, trong nuôi nhốt thì cho sói ăn cách ngày 1 lần và tỷ lệ thức ăn được tính toán cho 2 ngày, tức 4 kg một con vật, cho chúng ăn bỏ 1 ngày vì chúng không được ăn thường xuyên trong tự nhiên, luôn luôn bỏ thịt vào cho chúng cùng một điểm cho ăn giúp chúng bớt căng thẳng hơn.
Loài sói có thể ăn bất cứ thứ gì để sống, ngay cả các loài vật đã chết lâu ngày. Tuy nhiên trong điều kiện sống tốt, những mùa nhiều thức ăn, loài sói khá kén ăn. Chúng thường chỉ thích các loài thú móng guốc lớn như hươu và nai, và chúng cũng chỉ ăn khi con mồi vẫn còn thịt tươi sống. Nếu không chén hết lượng thức ăn kiếm được, chúng sẽ bỏ đi mà không cất để dự trữ. Sói được biết đến là loài tiêu hóa tốt, chúng có thể tiêu hóa sạch những chất khi đã ăn vào nên phân của chúng khi thải ra gần như không còn chất gì. Khi ăn chúng luôn thể hiện thứ bậc của mình, con đầu đàn sẽ được ăn trước bất kể con nào săn được mồi.
Sói Bắc Cực có con mồi chính là thỏ Bắc Cực, nhưng chúng phải vất vả vì thỏ có khả năng chạy và đổi hướng đột ngột, đám thỏ trưởng thành thì phân tán, những con thỏ non còn tụ tập lại thành đàn lớn để tự vệ, phương pháp săn mồi của bầy sói không có hiệu quả với những đàn lớn như thế này, chúng đành phải bỏ qua đàn thỏ để đi tìm con mồi khác. Một con bò xạ sẽ đủ cho cả đàn sói trong vòng vài tuần. Mỗi chiếc răng của chúng có thể dài 5 cm. Sói đỏ ở Etiopia cần phải tìm bắt hơn 70 con mồi mỗi ngày để có đủ thức ăn cho cả bầy sói, chuột chũi lớn và các loài gặm nhấm chiếm 90% khẩu phần ăn của chúng, dù đói bụng đến đâu, một phần thức ăn sẽ được đem về và ợ ra cho sói con và sói bảo mẫu.
Chó sói ở miền Tây Canada lại thích bắt cá hồi hơn là săn bắt hươu hay các động vật khác. Hươu là thức ăn chính của loài sói vào mùa xuân và hè. Tuy nhiên, đến mùa thu, thời điểm cá hồi ở Thái Bình Dương đổ về các con sông trong vùng sinh sản thì họ nhà sói thích đánh bắt cá. việc lựa chọn con mồi là cá hồi do an toàn. Sói thường bị thương nặng, có thể dẫn đến bỏ mạng trong khi săn hươu. Nhưng việc bắt cá hồi mang lại cho sói nhiều lợi ích như an toàn, dễ bắt, ít tốn thời gian như khi theo dõi hươu trong rừng. Ngoài ra, so với thịt hươu, thịt cá hồi giàu chất dinh dưỡng hơn, đặc biệt là chất béo và năng lượng. cá hồi sẽ giúp sói duy trì sự sống trong quảng thời gian còn lại của mùa hè.

### Linh trưởng

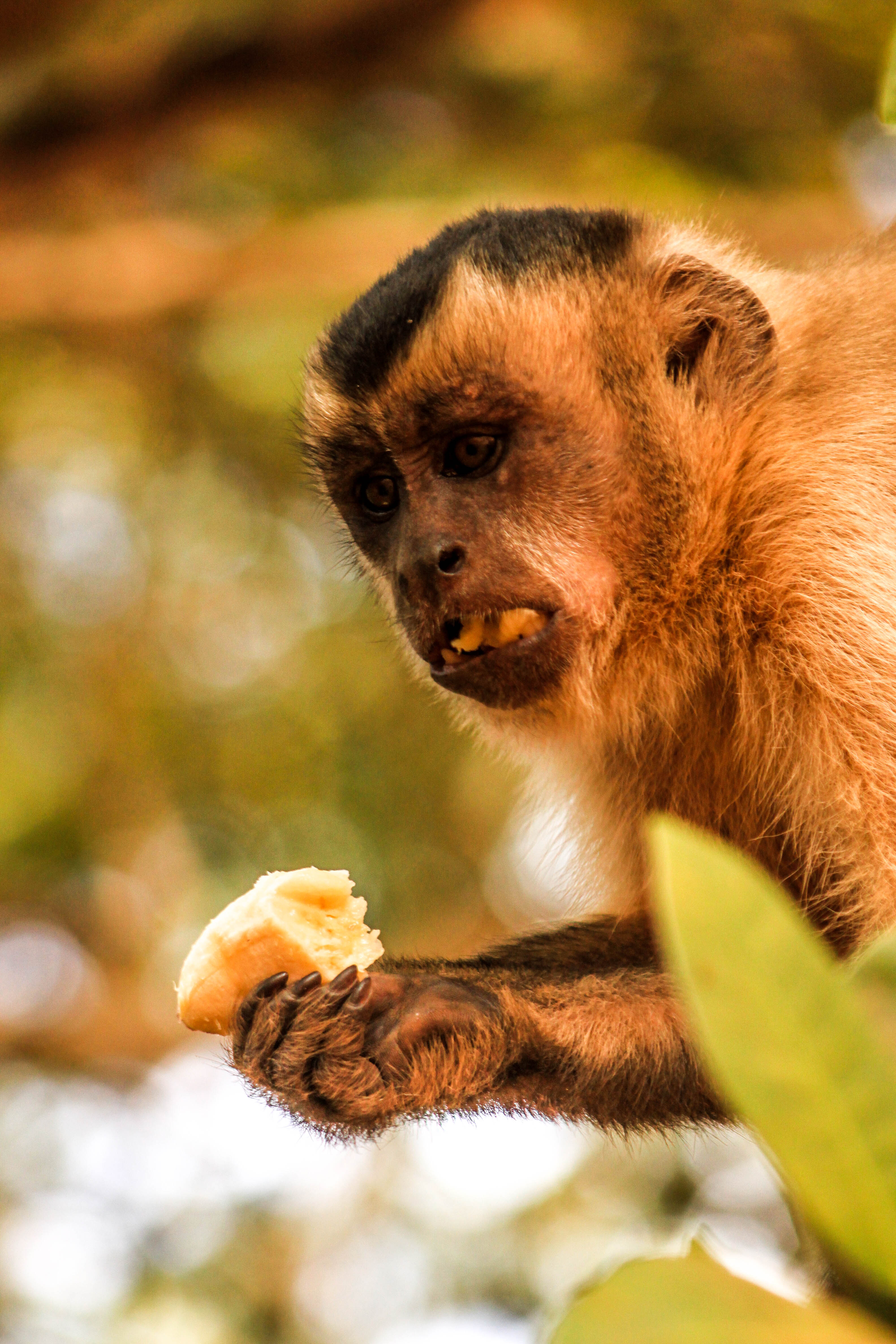
Một con khỉ đang ăn chuối

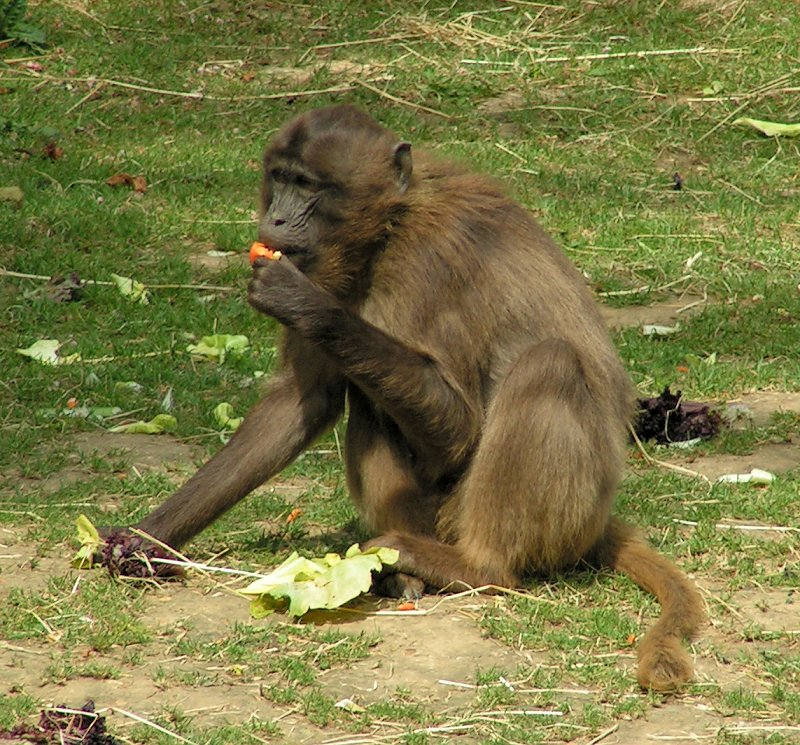
Một con khỉ đang ăn vặt

Khỉ là loài có thức ăn giống người. Khỉ sống từng vùng khác nhau trên thế giới, bởi vậy đời sống tập tính có nhiều điểm khác biệt. Có loại khỉ ăn thịt cá, ăn mối, ăn trái cây, lá, vỏ cây, chúng ăn tất cả mọi thứ, từ trái cây, hạt, lá non cho đến các loại côn trùng, ấu trùng. Loài khỉ nói chung là loài động vật ăn tạp, nghĩa là chúng ăn thực vật lẫn động vật. Chúng ăn tất cả mọi thứ, từ trái cây, hạt, lá non cho đến các loại côn trùng, ấu trùng. Các loài khỉ khác nhau ăn các loại thực phẩm như trái cây, côn trùng, hoa, lá và các loài bò sát. Hầu hết những con khỉ ăn cả thực vật và động vật, một số con khỉ cũng ăn cả thứ bẩn thỉu.
Khỉ nhìn chung là loài ăn tạp, chúng có thể ăn cả động vật loại nhỏ và thực vật. Khỉ đuôi dài có thức ăn giống người như gạo, chuối, khoai lang, sắn. Đặc biệt, loài khỉ đuôi dài rất thích uống nhiều nước và ăn cua nên còn gọi là khỉ ăn cua. Khỉ có yêu cầu dinh dưỡng tối thiểu là 7-10% protein, khi mang thai và cho con bú, nhu cầu này tăng lên khoảng 12%. Trong khi đó, tỷ lệ này ở người là 12%. Khỉ cũng có nhu cầu Vitamin C tương đối cao Khỉ cựu thế giới có túi má lớn, túi má giúp họ ăn nhanh chóng và lưu trữ thức ăn và nuốt nó sau này.
Khỉ lại nổi tiếng vì ăn nhanh, chúng có thể xơi một loáng hết 50 quả chuối. Khỉ được cho là thích ăn chuối, con người đã luôn mặc định khỉ thích ăn chuối, dù trên thực tế chúng ăn rất nhiều loại hoa quả khác nhau, thậm chí ăn cả hoa, côn trùng và cả thằn lằn. Tuy nhiên, đúng là khỉ rất thích ăn chuối. Nếu phải chọn giữa các loại hoa quả, khỉ sẽ chọn chuối. Nguyên nhân là bởi chuối thường mọc tại các khu rừng nóng và ẩm ướt là môi trường sống của khỉ. Hơn nữa, chuối có màu vàng khá bắt mắt, lại đem lại nguồn dinh dưỡng lớn. Khỉ ăn chuối nhưng nó sẽ không ăn vỏ chuối.
Tuy ăn tạp nhưng không phải bất cứ thực phẩm nào khỉ cũng có thể ăn được. Một thời gian trước đây, các vườn thú ở châu Âu rất thích khỉ và khi nhập khẩu về, người ta đã cho chúng ăn xúc xích và uống bia dẫn đến là khỉ không thể tiêu hóa được thức ăn này và chúng sẽ bị suy kiệt. Các vườn thú ở châu Âu và Mỹ thường sản xuất một loại bánh dinh dưỡng, gọi là bánh khỉ được làm từ ngô, bột mì, yến mạch, đậu lạc, đậu nành, mầm lúa mì, đường, sữa gầy, vôi, bột xương, muối. Tất cả được trộn lên, cho thêm thịt và nước hẩm thịt vào rồi ép thành bánh, để nguội và cắt thành miếng. Từ thức ăn này, các nhà động vật học cũng sử dụng bánh khỉ làm thức ăn cho một số loài động vật ăn tạp khác như gấu, một số loài gặm nhấm để cung cấp các thành phần dinh dưỡng cơ bản.
Tại Thảo Cầm Viên Sài Gòn, khỉ có khẩu phần thức ăn gồm cam, chuối, đu đủ, cà rốt, cà chua, hành tây, củ đậu, lạc và trứng gà luộc, bánh, bánh mỳ, cơm. Những quả chuối ngọt từ khách qua đường chỉ chiếm một phần rất nhỏ trong việc hình thành vùng có nhiều hoa thơm trái ngọt của đàn khỉ ở núi Lớn. Đa phần, trái cây nuôi đàn khỉ xuất phát từ đồ cúng dường và lễ Phật của khách thập phương. Trước đây, mỗi ngày 3 lần vào tầm 6h sáng, 11h trưa, 16h chiều, đàn khỉ đều nhanh nhảu xuống sân chùa tìm thức ăn. Chúng hay quậy, lấy cắp trái cây, chọc ghẹo khách viếng chùa, gây gổ đánh nhau ở sân chùa, làm rộn cả một góc sân.
Thức ăn chủ yếu của khỉ vàng là quả, hạt, lá, nõn cây, cỏ, một số bộ phận khác của cây và một số động vật không xương sống. Gần 100 loài cây được dùng làm thức ăn. Khi nuôi nhốt, tùy vào lịch trong tuần mà sẽ bổ sung trái cây tráng miệng theo mùa cho khỉ như chuối, táo, lê, dưa hấu. Thức ăn của khỉ nuôi là gạo, đỗ đen, đỗ tương, lạc (đậu phộng) nấu chín kèm theo các loại hoa quả, mùa nào thức ấy. Hoa quả ăn theo mùa nào thức đấy mùa mía cho ăn mía đen, mía thuốc; dưa hấu, cam, ổi xanh, chuối xanh. Thức ăn mà khỉ vàng này thích ăn nhất là hai loại quả: chuối xanh, trứng gà (hút sống). Riêng chế độ dinh dưỡng phải chú ý tùy theo mùa. Mùa tình yêu phải cho ăn hoa quả nhiều hơn bình thường (thường mùa tình yêu của khỉ là vào khoảng tháng 8 âm lịch, tức tháng 9-10 dương lịch). Thậm chí có những mùa tình yêu của khỉ, còn cho thêm cả giá đỗ vào thức ăn của chúng. Loài voọc mắt kính có thể ăn hết 2 kg lá mỗi ngày.
Khỉ đột đực có thể ăn hết 25 kg lá mỗi ngày. Khỉ đột núi ăn 20 kg thức ăn mỗi ngày để duy trì năng lượng cho cơ thể đồ sộ, kiểu ăn này chỉ có thể duy trì ở những khu rừng trù phú. Mỗi ngày chúng dành 5 tiếng để ăn, chúng không thích ăn cỏ nghỗng cũng giống như rau cải mầm cho trẻ em, một số con còn ăn cả gổ vì nó rất giàu khoáng chất, chúng cũng thích ăn nấm. Trung bình một con khỉ đột ăn 20 kg lá mỗi ngày, tuy chúng có ngoại hình dữ tợn nhưng chúng có kiểu ăn khá từ tốn, chậm rãi và âm thầm. Một con khỉ đột khổng lồ giả tưởng là King Kong (phiên bản năm 2017) nặng khoảng 1.400 tấn (lớn hơn gần 16.000 lần so với tinh tinh thông thường, răng khỏe hơn cá sấu sông Nile 800 lần), có khả năng nâng vật nặng 2.100 tấn thì sẽ cần phải ăn hơn 46 tấn thức ăn mỗi ngày tương đương với 400.000 quả chuối. Loài khỉ Colobus đỏ và khỉ Olive Colobus bị con người và cả những con tinh tinh săn đuổi để ăn thịt.
Đười ươi ăn 5 kg rau củ quả mỗi ngày, chúng luôn ưu tiên ăn trái cây. Đười ươi ăn trái cây trong rừng, ngoài ra cũng ăn lá vỏ cây mối và kiến. Trước khi ăn nó thường nếm thử. Đười ươi sống trên cây các rừng vùng nhiệt đới ẩm thấp, phần lớn ở ở Đông Nam Á trong rừng Calimantan và Bắc Sumatra, ở Mã Lai và Nam Dương, có giống Orang Utann gọi là người rừng cao khoảng 1,50 m, nặng 90 Kilô, ăn trái cây, trứng chim, chuột, côn trùng, ngoài ra cũng thường bắt khỉ con, heo rừng, linh dương nhỏ để ăn, con đực hay săn mồi hơn con cái. Khỉ đầu chó thích ăn trái cây bổ dưỡng hơn đám cỏ, calci trong trái cây giúp xương chúng chắc khỏe hơn.
Vượn đen má trắng (Nomascus leucogenys) có thành phần thức ăn và thức ăn ưa thích ghi nhận được 47 loại thức ăn, bao gồm 18 loại quả cây trồng, các loại trái cây được loài này tiêu thụ gồm: chuối chín các loại, xoài chín các loại, dưa hấu chín, thanh long chín, chôm chôm, cam, quýt, táo tàu, lê, dứa, bưởi, đu đủ, na, mận, táo xanh, đào, nho. Vượn này tỏ ra rất thích ăn 12 loại quả cây. Khi đưa khay hoa quả vào, chúng thường chọn những loại ưa thích như chuối, nho, chôm chôm ăn hết trước, những loại khác chúng chỉ ăn một ít rồi vứt xuống sàn. Khi nào thấy đói chúng mới nhặt những thức ăn đó để ăn.

### Kền kền

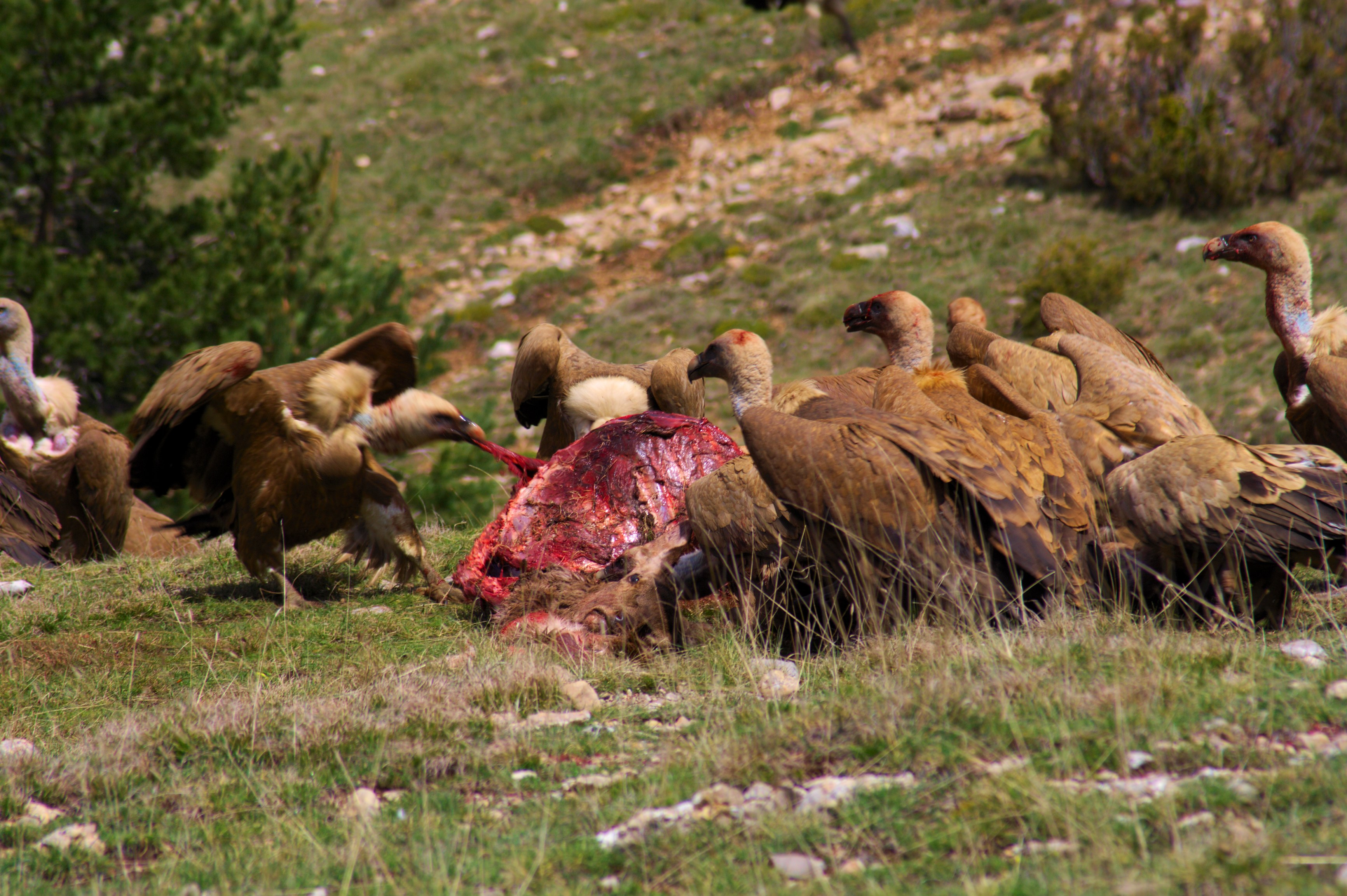
Một con kền kền đang xử lý xác chết

Kền kền là nhóm các loài chim có tập tính ăn xác chết động vật. Khi phát hiện cái xác, chúng sẽ bâu vào, phanh con vật với những chiếc mỏ cực khỏe, xâu xé những bộ phận bổ dưỡng của con vật, chúng có thể rỉa thấu xương để móc hết thịt. Khi phát hiện ra thức ăn, chúng lao tới và ăn nhanh nhất có thể. Kền kền có thể ăn khối lượng thức ăn lên tới 20% khối lượng cơ thể nó chỉ trong một lần ăn, trong cuộc thi ăn, kền kền có thể tiêu thụ lượng thực ăn tương đương với 20% trọng lượng cơ thể chỉ trong vài phút. Mỗi con có thể ăn cả cân thịt trong một lần ăn. Một bầy kền kền có thể rỉa sạch xác một con bò trong 40 phút. Một cặp kền kền có thể rỉa trơ xương một con linh dương nhỏ trong vòng 20 phút. Đầu tiên kền kền sẽ ăn phần nhãn cầu, sau đó là phần lưỡi.
Những con kền kền chúng thích ganh đua và hay gây gổ, khi ăn, chúng cũng phải dè chừng đến những cú mổ ác ý của các bạn dự tiệc. Kền kền tuy bị mang tiếng xấu nhưng là sinh vật quan trọng trong hệ sinh thái khỏe mạnh, a xít trong dạ dày của chúng mạnh đến mức có thể tiêu hóa xương và cũng như những mầm bệnh chết người, kể cả bệnh than, do đó chúng có chức năng như những kẻ dọn vệ sinh của tự nhiên và chuyên làm dịch vụ tang lễ, điều này có ý nghĩa đối với hệ sinh thái của thảo nguyên. Hệ thống tiêu hóa của kền kền có chứa những axit đặc biệt giúp tiêu hóa hết những thức ăn là thịt thối hoặc xác chết động vật. Những con kền kền ở dãy Hymalaya còn ăn được xương, chúng có thể nuốt cục xương dài 25 cm.

## Loài khác

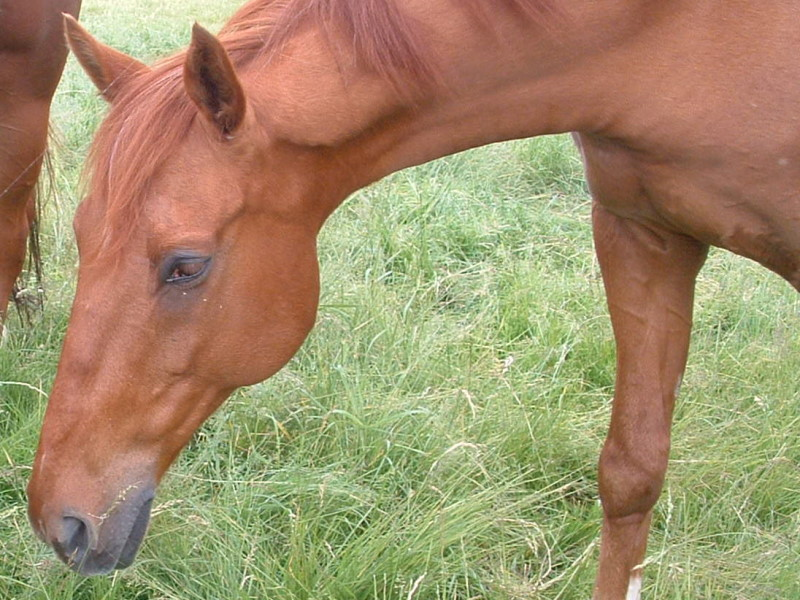
Một con ngựa đang ăn cỏ, cỏ chính là nguồn thức ăn chính của ngựa

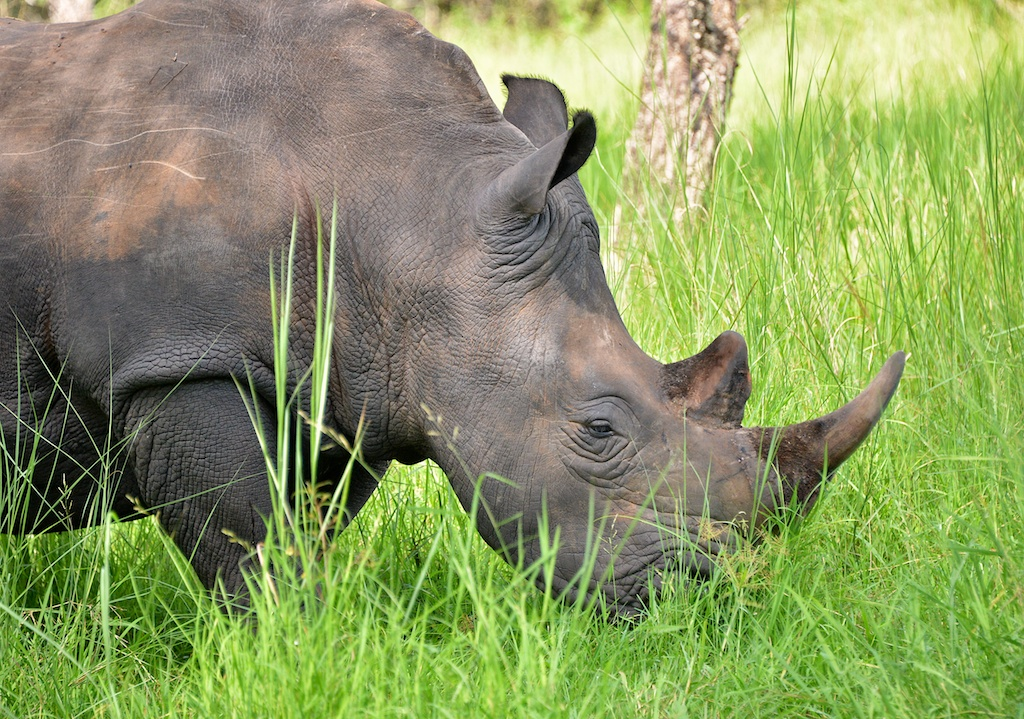
Một con tê giác cần ăn 77kg cỏ một ngày

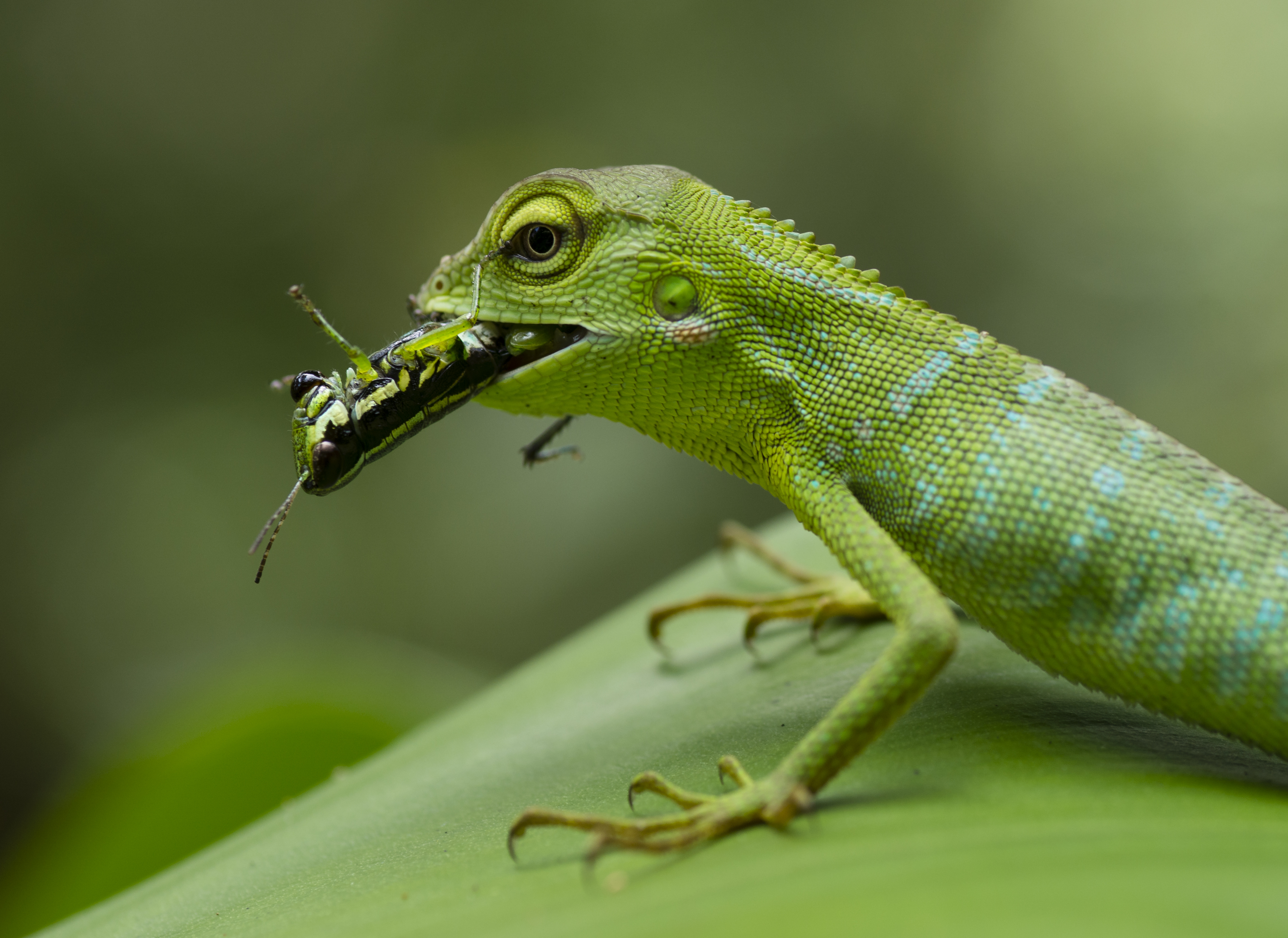
Một con tắc kè đang ăn côn trùng

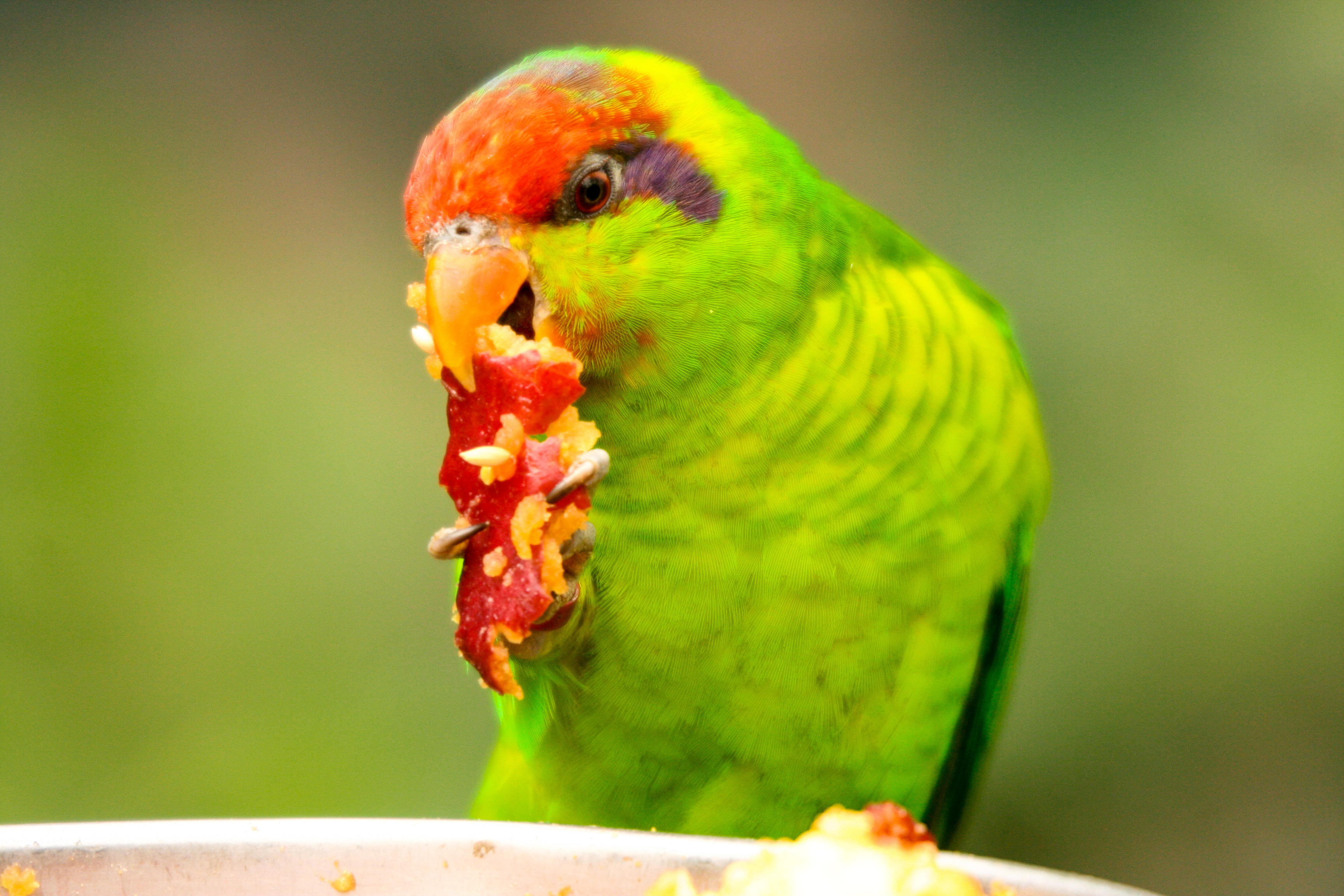
Một con vẹt đang ăn trái cây

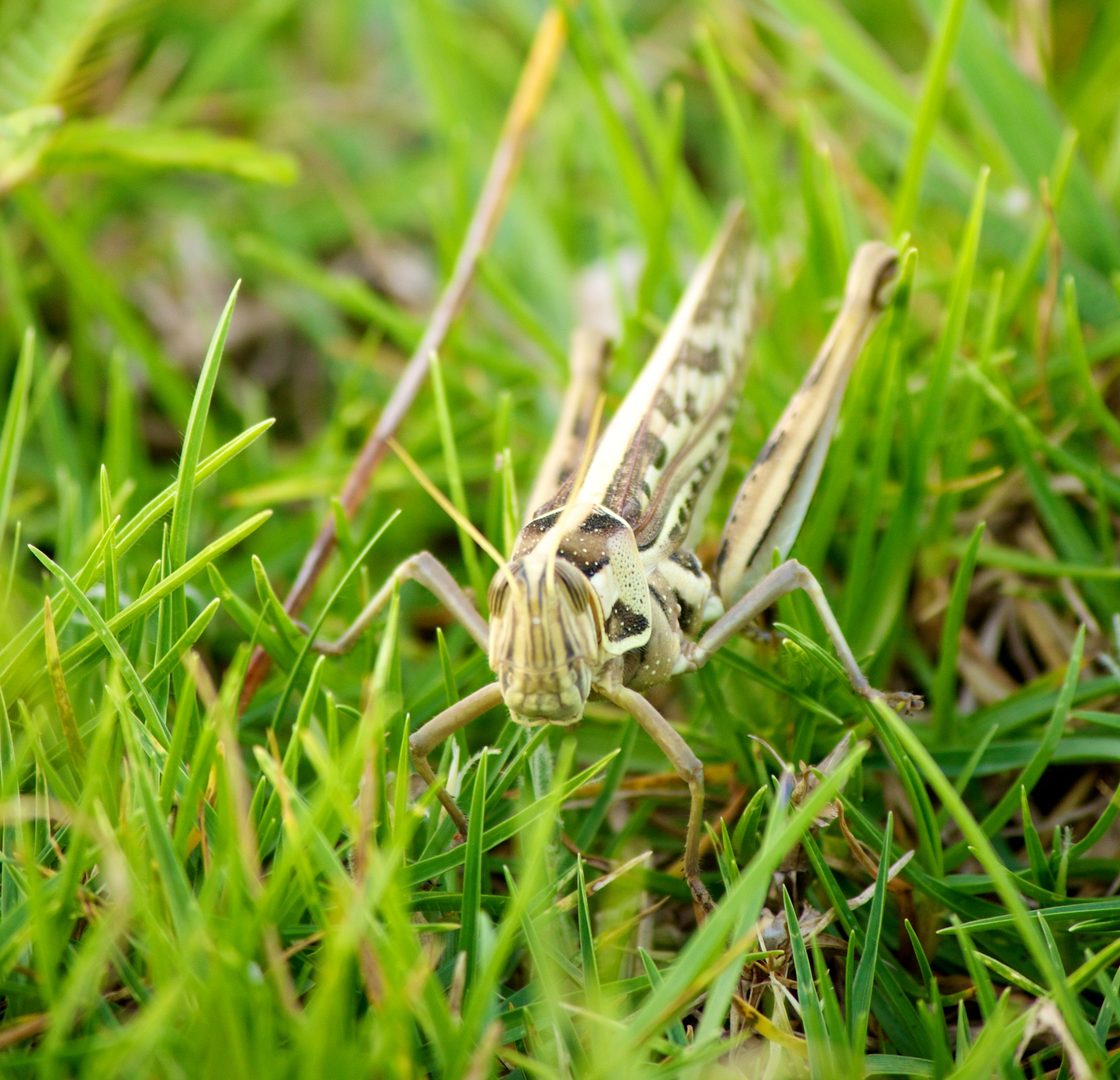
Châu chấu đang ăn cỏ

- Một con ngựa đua cần 9 kg cỏ khô mỗi ngày, chúng cần 45 lít nước để tiêu hóa. Nước giúp tạo a-xít ở ruột để hòa tan cỏ, thiếu nước, cỏ sẽ làm tắc ruột, gây đau nghẽn và có thể cần can thiệp y tế. Để chống thiếu nước, nhiều con được cho ăn một loại thức ăn đặc biệt đó là cỏ rượu. Nó chứa 50% nước và được lên men trong hai tuần, như thế để dễ tiêu hóa hơn, giống như kiểu con người ăn ngũ cốc pha sữa, nhìn chung thứ gì ẩm ướt giúp ngựa có nước. Một con ngựa cần 68 kg cỏ rượu trong một chuyến vận chuyển bằng máy bay, nó có thể dễ dàng ăn khi muốn, cỏ được bó chặt để ăn lâu hơn.
- Tê giác châu Phi ăn 77 kg cỏ mỗi ngày. Tê giác đen cần 38 lít nước mỗi ngày để làm mát và thủy hợp.
- Hà mã có thể gặp 40 kg cỏ/ngày và thong thả tiêu hóa. Trong một đêm hà mã có thể ăn một lượng thức ăn nhiều gấp 5 lần sức ăn của một con bò, chúng như máy xén cỏ, ăn suốt 7 tiếng đồng hồ. Hà mã đực to lớn nhất tiêu thụ 60 kg cỏ khô mỗi ngày, vào ban đêm những kẻ ăn chay này mạo hiểm lên bờ kiếm ăn.
- Bò rừng bizon Bắc Mỹ trong giá lạnh mùa đông chỉ kiếm được những đám cỏ khô đã chết mà giá tri dinh dưỡng của thứ cỏ này chỉ như bìa các tông, do vậy một ngày chúng phải ăn 1 lượng tương đương với 120 hộp ngũ cốc để tồn tại.
- Nai sừng tấm châu Mỹ có thể tiêu hóa hết 20 kg cỏ lá mỗi ngày, món khoái khẩu của chúng là thực vật thủy sinh ở các đầm lầy, nhất là cây súng, trong mùa đông đóng băng, chúng có thể tước vỏ cây để ăn, giúp chúng tồn tại qua mùa đông. Mỗi mùa thu, một con nai sừng tấm ở Bắc Mỹ tiêu thụ 100 kg quả sồi một ngày, chúng phải tích năng lượng cho mùa đông sắp tới. Nai sừng tấm Bắc Âu phải ăn 15 kg thức ăn mỗi ngày, chúng thường tước và ăn vỏ cây trong mùa đông tuyết trắng giá lạnh
- Hươu cao cổ ăn đến 60 kg lá mỗi ngày, chúng thích ăn lá cây keo.
- Hươu sao mỗi ngày ăn hết khoảng từ 5–7 kg thức ăn, đàn hươu 100 con tiêu tốn hết 500–700 kg cây lá thức ăn, hươu thích ăn các loại lá rừng có nhiều nhựa cây và chát đắng, chúng thích các loại lá sung, lá vả, lá dứa, lá ngái, lá duối, lá mít, lá xoan, chúng còn ăn ngũ cốc như ngô hạt khoảng 1 đến 2 lang mỗi con, ngô phải sạch và không ẩm mốc.
- Linh dương châu Phi dành 18 giờ mỗi ngày để ăn cỏ và lá cây.
- Trong các cuộc di cư, đàn linh dương đầu bò với 1,3 triệu con sẽ tiêu thụ 4.500-5.000 tấn cỏ mỗi ngày, chúng sẽ tích lũy cỏ tươi là nguồn dinh dưỡng chủ yếu, chúng thải ra từ 2.000 đến 3.000 tấn phân hàng ngày.
- Bò biển dành 8 tiếng mỗi ngày để cặm cụi gặm cỏ, mỗi ngày chúng tiêu thụ đến 40–50 kg cỏ biển mỗi ngày. Chúng thường lặn xuống đáy để kiếm ăn, chúng rất sành ăn, chỉ kiếm ăn ở những địa điểm nhất định, chúng ăn cỏ, rễ ưa thích.
- Lạc đà là những nhà vô địch uống nước, chúng có thể uống hết 100 lít nước chỉ trong 10 phút. Chúng có thể nhịn uống nước nhiều tuần. Lạc đà một bướu có thể uống từ 100-150 lít nước trong một lần, những con to có thể uống hết trong vài phút, chúng có thể ngục đầu uống nước mà không bị sặc.
- Một con bò nhà cần uống 80 lít nước một ngày, nhất là khi thời tiết oi bức.
- Lười là loài có tốc độ trao đổi chất chậm, chúng giải phóng ít năng lượng nên nhúng ăn rất ít. Chúng nhai chưa đến 200g lá cây mỗi ngày, mỗi bữa ăn phải mất 30 ngày mới tiêu hóa hết.
- Một con gấu trúc đỏ nhỏ có thể ăn 2 vạn lá trúc mỗi ngày.
- Một số loài dơi quạ có thể ăn 2 kg quả mỗi ngày. Mỗi đêm, một con dơi ăn quả nặng 2 lạng rưỡi ăn số hoa quả gấp đôi trọng lượng của chúng, trong vòng 10 tuần chúng có thể khiến một khu rừng sạch trơn hoa quả.
- Một con Pika có thể ăn một lượng cỏ bằng nữa trọng lượng cơ thể chúng mỗi ngày.
- Một con thiên nga trắng mỗi ngày ăn 3 kg rong rêu.
- Đà điểu chuyên về ăn thực vật, các loại rau củ, cỏ non, khi nuôi nhốt, chúng thích ăn rau muống vì mềm và mọng nước.
- Chim ruồi phải tìm 1.000 bông hoa mỗi ngày để hút mật, đảm bảo năng lượng cho chúng. Chim ruồi núi Andes mỗi ngày phải hút một lượng mật hoa nặng hơn trọng lương của cơ thể chúng mỗi ngày để có cung cầp năng lượng cho quá trình trao đổi chất. Chúng phải hút mật từ hàng trăm bông hoa để có đủ năng lượng vào ban đêm giá lạnh.
- Sóc có thể tiêu thụ lượng thức ăn bằng với trọng lượng cơ thể chúng mỗi tuần, tương đương khoảng 1,5 pound (0.8 kg). Sóc đất tiêu thụ 80% thức ăn là hoa, vào mùa đông chúng phải ăn rễ cây và lá.
- Một con chuột chù một ngày phải tiêu thụ lượng thức ăn lên đến 90% cơ thể vì chúng có tốc độ trao đổi chất nhanh, mau đói bụng cồn cào, chúng ăn từ côn trùng cho đến ốc sên.
- Chuột túi Kangaroo có thể sống cả đời mà không cần uống nước. Nhờ cơ thể tích lũy được nước từ thức ăn và có thể duy trì nước, nên rất hiếm khi loài này cần phải uống nước. Quả thận của chúng hoạt động hiệu quả gấp bốn lần quả thận của con người. Nếu thức ăn đầy đủ, chúng sẽ không cần 1 giọt nước nào mà vẫn ung dung tồn tại.
- Sao biển gai là sinh vật ăn san hô đáng gờm, mỗi ngày nó nạo sạch khoảng nửa mét san hô tảng, để lại bộ xương khoáng vật trắng.
- Mỗi con báo săn có thể ăn từ 4,5 kg đến 9 kg thịt từ con mồi của nó trước khi bị cướp mất, chỗ thịt đó sẽ giúp chúng no trong vài ngày, chúng không ăn da và xương nên việc đầu tiên chúng sẽ phanh ra và ăn những thớ thịt ngon lành ở phần đùi, chúng xé con mồi bằng hàm răng cửa sắc nhọn, những con báo săn đực cần ăn 3 kg thịt mỗi ngày. Báo săn lấy nước từ việc hút, liếm máu hay nước tiểu của con mồi của mình.
- Báo đốm có con mồi ưa thích là những con cá sấu Caiman, đây là loài mèo lớn được biết đến là thích ăn loài bò sát. Người ta quan sát thấy chúng không quay lại cái xác mà chúng đã ăn.
- Báo sư tử ở núi Andes cần 4 kg thịt mỗi ngày để tồn tại và lạc đà Guanaco chiếm hơn một nữa khẩu phần ăn của chúng. Loài báo này cũng rất thích ăn thịt khỉ. Báo sư tử không thể nhai nhưng chúng dùng răng hàm sắc nhọn để xé miếng mồi thành từng mảnh, và trong không khí lạnh lẽo trên núi thì một cái xác lạc đà bị chết cóng có thể giúp cả gia đình sống trong 5 ngày.
- Báo Java trong cần ăn 2 bữa thịt tươi trong 1 tuần, lợn rừng là món ăn ưa thích của chúng.

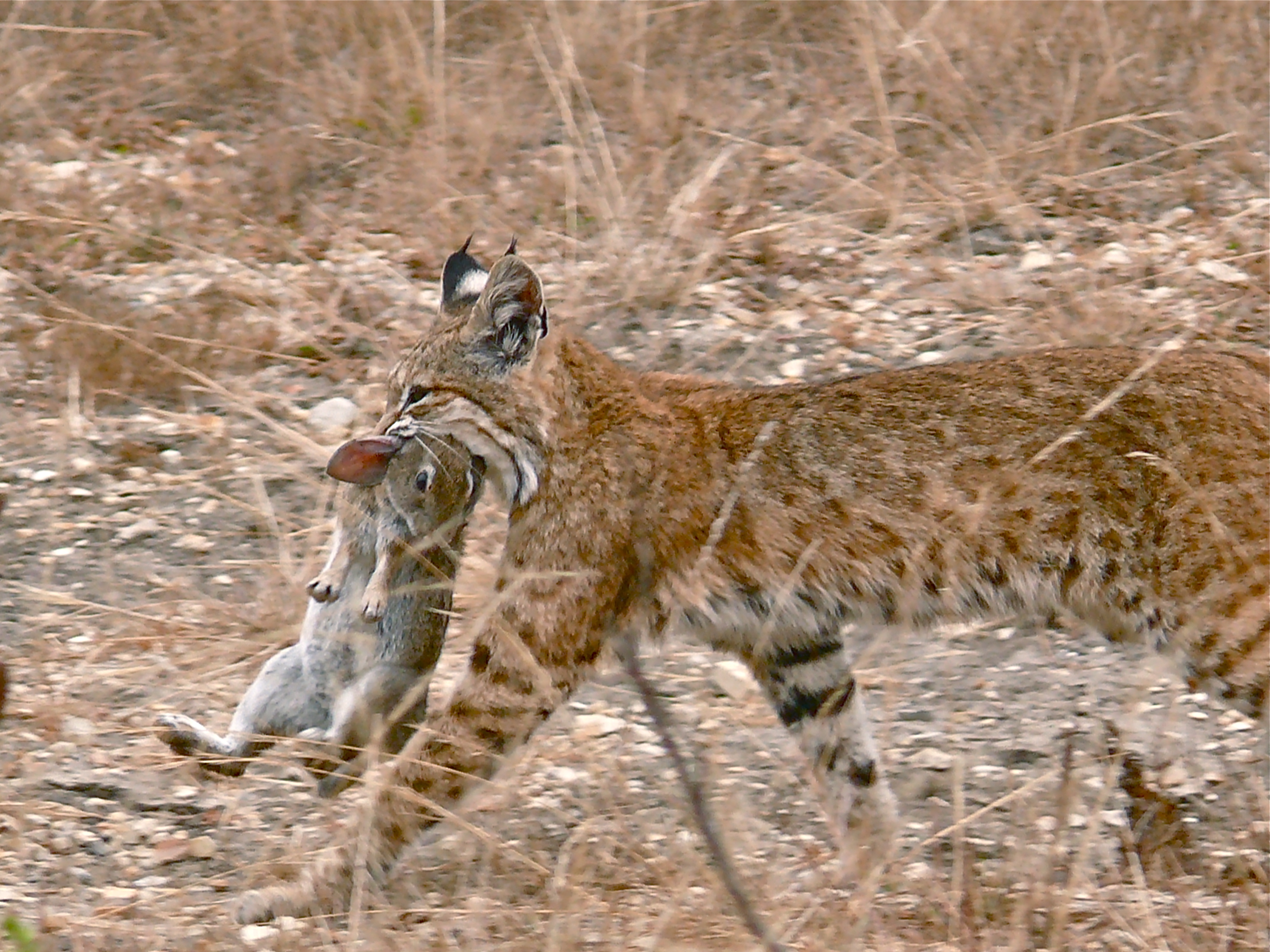
Một con linh miêu đang bắt một con thỏ

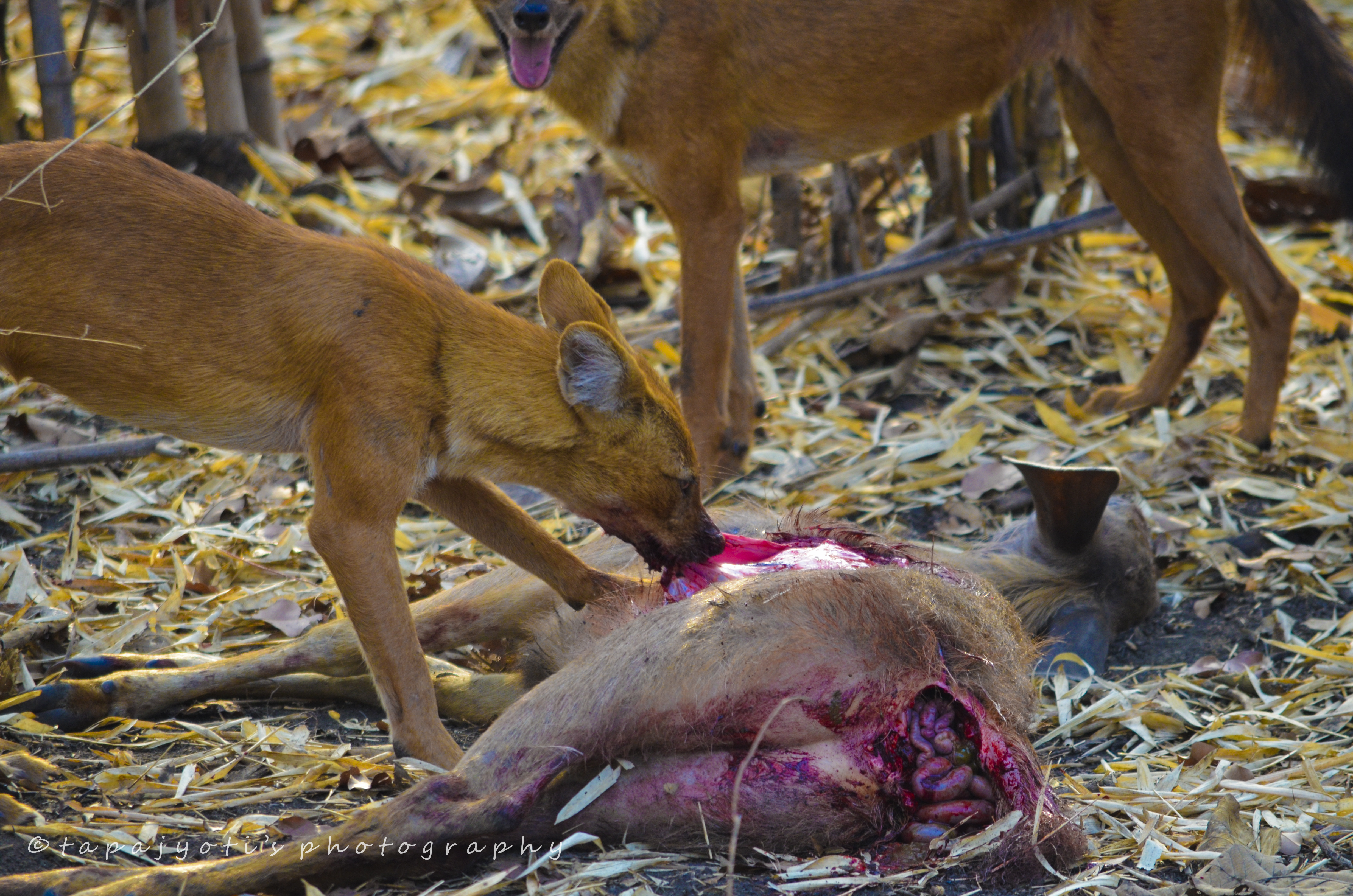
Hai con sói lửa đang đánh chén con mồi của nó là nai

- Linh miêu mỗi tuần phải ăn hết một con thỏ, chúng là loại đặc biệt vì chỉ ăn con mồi do chính mình giết. Chúng cần đáp ứng nhu cầu 2 kg thức mỗi ngày, đôi lúc linh miêu phải mất đến 3 ngày mới bắt được mồi. Linh miêu châu Phi là kẻ săn chim giỏi nhất trên đồng cỏ, với cặp chân sau ngoại cỡ, nó có thể bật cao đến 3m, nhưng tỷ lệ đi săn thành công chỉ là 1/10.
- Linh miêu đồng cỏ châu Phi có thể bắt 10 con chuột mỗi ngày nếu thuận lợi. Chúng có tỷ lệ đi săn thành công lên đến 62% nhờ đôi tai to, phát triển thính giác siêu nhạy.Chúng còn biết đào xới hang chuột dang dở lên rồi kiên nhẫn chờ con mồi sửa chữa để tấn công, chúng dùng chân đước dài đập cho con mồi choáng váng rồi mới vồ lấy và cắn cổ nó.

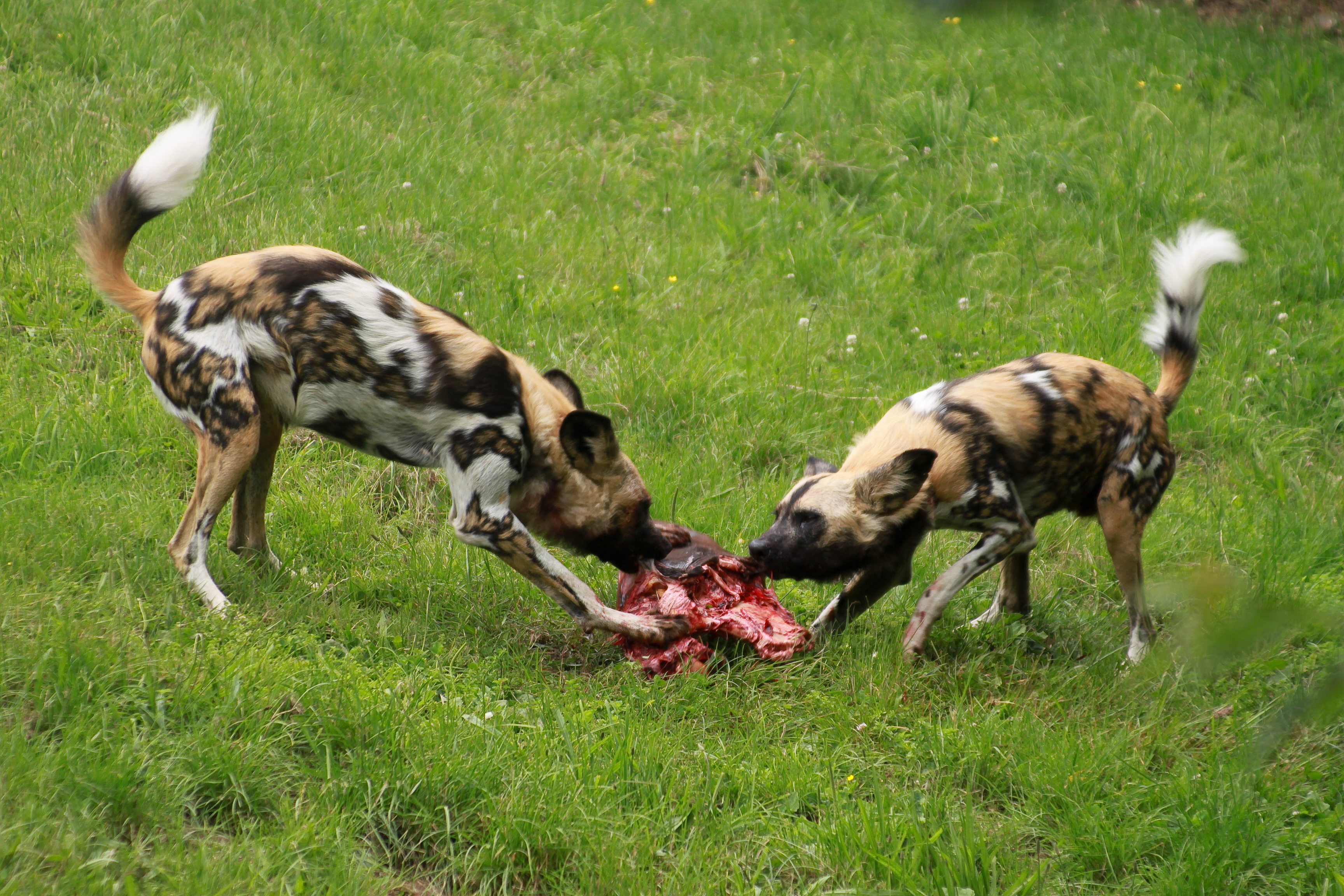
Hai con chó hoang châu Phi đang ăn mồi

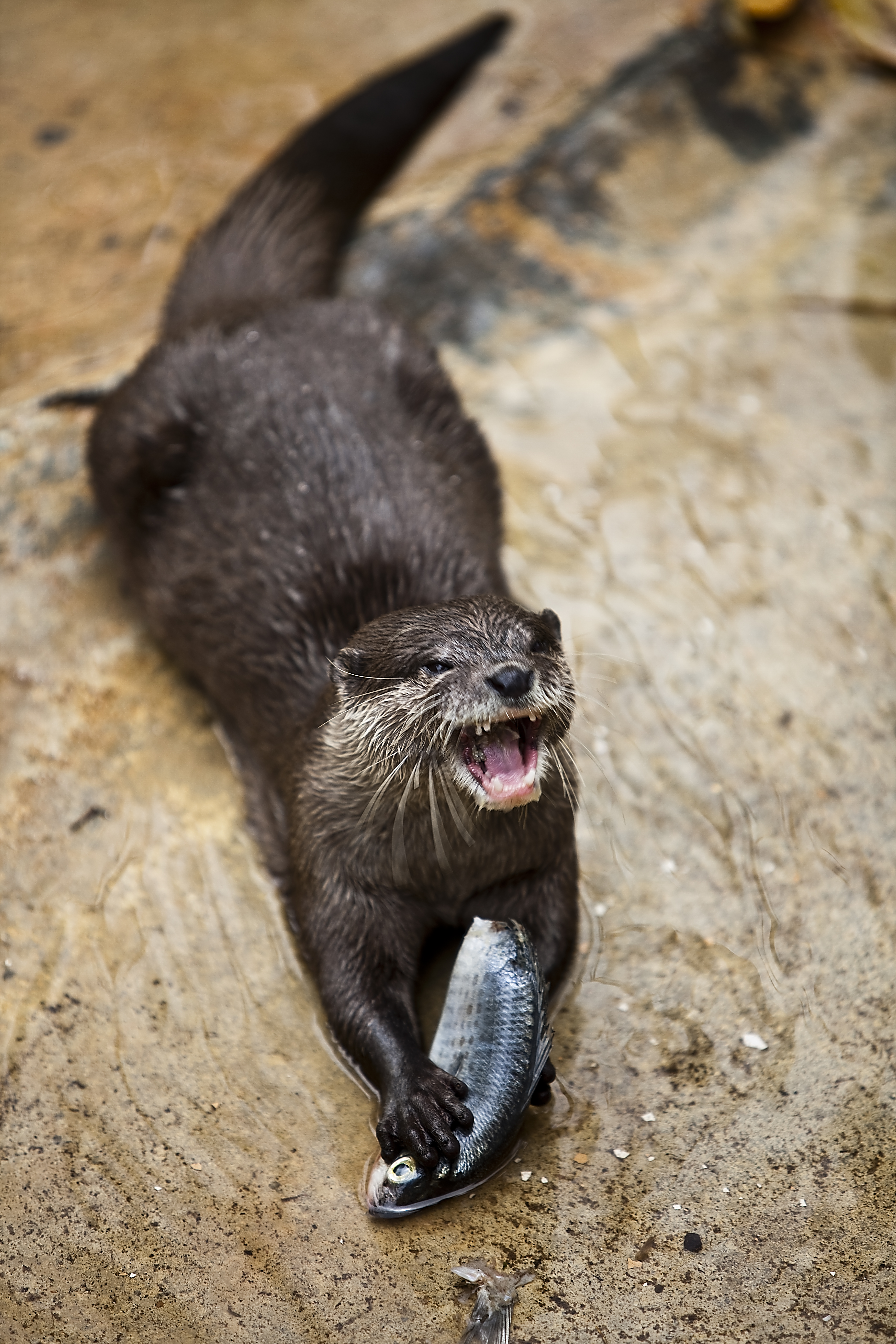
Một con rái cá đang bắt và ăn một con cá rô

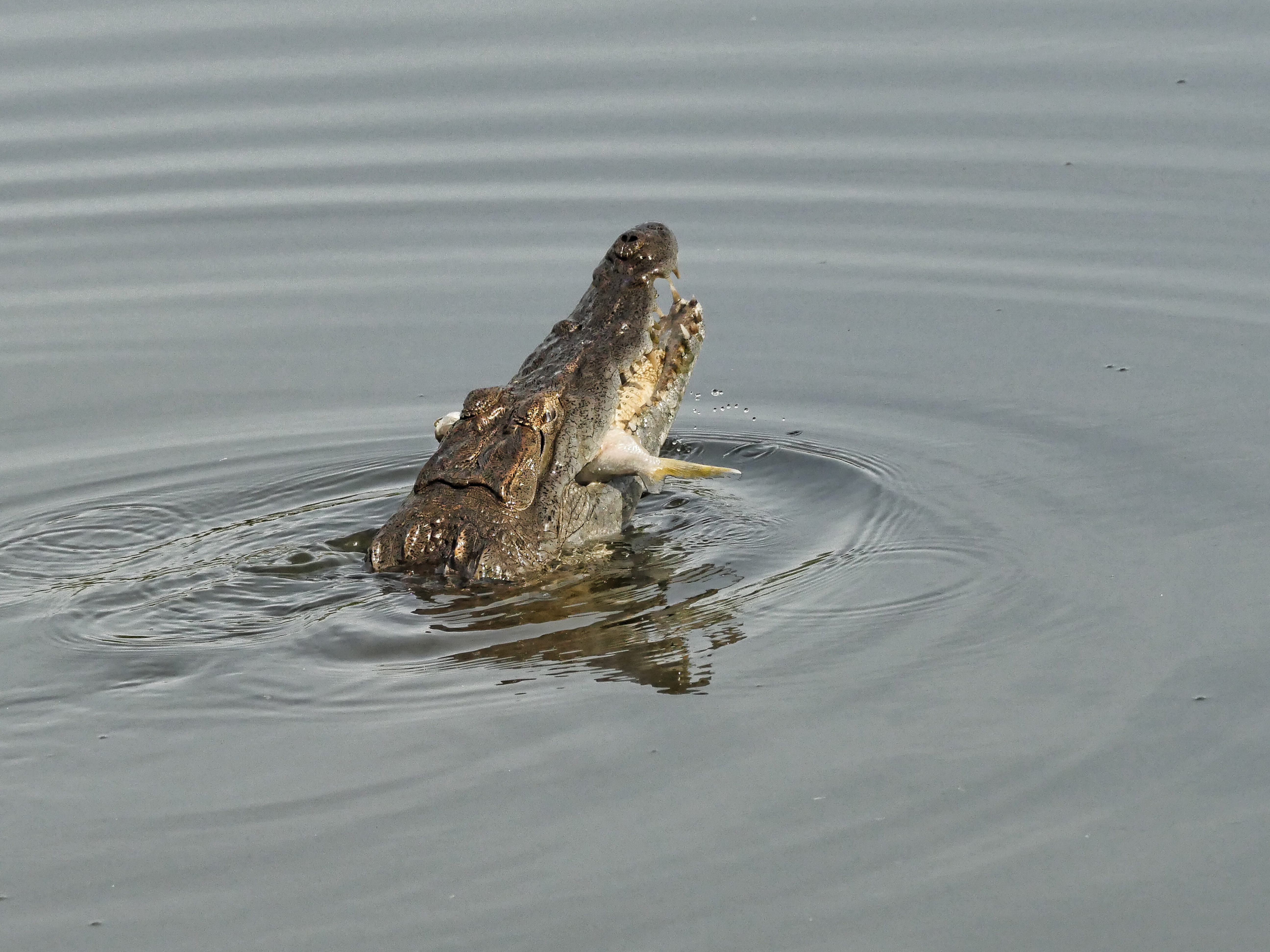
Một con cá sấu đang ăn cá

- Chó hoang châu Phi cần một lượng thịt lên đến 3 kg mỗi ngày, chúng có thể ăn hết 9 kg thịt một bữa ăn. Chúng là loài có cú cắn mạnh mẽ, sống theo bầy đàn, là bậc thầy của việc phối hợp săn mồi với tỷ lệ thành công kinh ngạc, cứ 10 lần xuất kích là có 9 lần thành công, tuy vậy nhiều lúc chúng cũng bị các loài thú lớn khác cuỗm mất chiến lợi phẩm. Chúng xé xác con mồi rất nhanh, gặm đến tận xương, không bỏ phí thứ gì, chúng chia sẻ con mồi cho đồng loại bằng cách ợ ra những miếng thịt đã ăn.
- Chó sói đất có thể ăn hết 300.000 con mối trong một đêm. Chúng đã tiến hóa thành loài chuyên đi bắt mối về đêm, chúng có cái lưỡi dài phẳng và phủ đầy nước bọt dính nhớt, chúng dựa vào mùi để bắt mối.
- Chồn sói có thể bẻ gãy xương dày như xương đùi của nai sừng tấm để hút tủy xương, đặc trưng của loài chồn sói khi ăn mồi là chúng sẽ ăn phần lưỡi của nạn nhân trước. Thỏ Bắc Cực là con mồi thường xuyên của nó. Chúng cũng biết dấu xác, chúng có thể đánh hơi thức ăn từ độ sâu hơn 6m từ bề mặt, chúng sẽ đào hang và giết con mồi đang ngủ đông, một cái răng hàm đặc biệt quay được 90 độ, cho phép chúng xé thịt ngay cả thịt bị đông đá, với cặp hàm và bộ răng khỏe mạnh của chúng dễ dàng nhai nát xương thịt đóng băng, chúng ăn hết cả xương và răng, gần như không bỏ đi thứ gì. Để kiếm ăn, chúng phải đi 25 km mỗi ngày. Chúng cực kỳ nóng nảy và hung dữ, có khi còn dữ tợn hơn gấu, dù chỉ cao đến đầu gối người nhưng chúng có thể hạ gục một con nai trưởng thành, dù chúng lượm nhặt là chính, nhất là vào mùa đông. Chúng có thể đánh hơi con mồi từ cách xa 3 km nhờ cấu trúc mũi bề mặt tổ ong, và có diện tích lớn gấp 30 lần so với con người, như một con tem so với tấm bưu thiếp cỡ lớn.
- Cáo tuyết Bắc Cực là những kẻ tích trữ bẩm sinh, chúng sẽ giấu chim, trứng, và các loài gặm nhấm được giấu ở những nơi bí mật phòng khi khó khăn, dù có kỹ năng săn mồi nhưng cáo vẫn có rất ít cơ hội giết được mồi vào mùa đông, chúng sống bằng những đồ ăn đã được dự trữ kiếm được trong mùa ấm hơn. Tới tháng 10 các loài chim sẽ rời đi, trong 5 tháng liền lũ cáo dồn mọi nỗ lực tìm xác chết. Xác của những sinh vật chết do bị ngã hoặc là mạn nhân của loài khác, xác của một con tuần lộc già mang lại cho chúng nguồn thịt giàu đạm và cả lượng chất béo giàu calo, tuy nhiên những cái xác cỡ lớn rất ít và cách xa nhau.
- Chồn mac-tet Bắc Mỹ ở rừng Bắc Cực có thân hình thon gon để có thể chui lọt mê cung đường hầm, tuy nhiên cơ thể này dễ mất nhiệt, để giữ ấm trong khu rừng băng giá thì con chồn phải kiếm được ba con chuột mỗi ngày, một con chuột là chưa đủ. Chỉ 1/10 đường hầm là nơi ở của chuột.
- Rồng Komodo có thể ăn hết 45 kg thịt trong một bữa ăn, chúng sẽ moi bụng con mối, trải nội tạng ra và chọn ăn phần ngon nhất. Rồng Komodo thường chỉ cần ăn một con mồi lớn mỗi tháng là đủ, chúng hiếm khi tranh giành nhau bữa ăn, các khớp phụ ở hàm cho phép con rồng há miệng to hết cỡ, dạ dày chúng có thể phình to và chứa đựng lượng thức ăn tương đương 80% trọng lượng cơ thể chỉ trong một lần ăn. Trong khi động vật có vú lớn thường vứt lại 1/3 cái xác thì chúng chỉ để lại hơn 10% mà thôi, chúng gần như ăn sạch mọi thứ từ da cho đến móng, điều này khiến chúng trở thành một trong những kẻ đi săn năng suất nhất hành tinh. Chất béo được dự trữ trong cái đuôi dài của chúng, nhờ vậy, chúng có thể nhịn ăn trong 1 tháng nhưng khi ăn, chúng sẽ ăn rất nhanh, chỉ trong 1 phút, nó có thể nuốt khoảng 2,5 kg thịt.
- Cá sấu không kể đến những con mồi sống, cá sấu có thể ăn cả đá. Cá sấu mỗi tuần chỉ ăn một lần. Những con cá sấu cái khi canh trứng nở có thể nhịn 90 ngày mà không ăn gì. Cá sấu sông Nile có thể nhịn ăn đến 1 năm, trái với nhận thức thông thường cho rằng cá sấu ăn thịt thú thì thực đơn chính của cá sấu là cá, nhất là cá trê và cá rô phi.
- Kỳ đà có món ăn khoái khẩu là chuột.
- Cá mập trắng lớn ăn 11 tấn lương thực mỗi năm, trong khi đó lượng thức ăn mà con người tiêu thụ trong thời gian này chỉ khoảng nửa tấn. Cá mập trắng có thể trải qua 3 tháng mà không ăn gì. Khi gần đến lúc sinh con, cá mập mẹ sẽ không còn cảm giác thèm ăn để đảm bảo không ăn thịt cả những đứa con của chúng. Khi hàm răng phát triển, cá mập hổ bắt đầu tấn công và ăn thịt lẫn nhau ngay khi chúng còn ở dạng phôi thai trong bụng mẹ. Khi nguồn thức ăn khan hiếm, cá mập chanh sẽ ăn chính đồng loại của mình. Cá mập hổ rất háu ăn, nó có thể ăn bất cứ thứ gì. Ngoài những thức ăn như mực, cá, cá mập nhỏ, rùa biển, hải cẩu, trong dạ dày của nó, còn tìm thấy cả các vật như túi nhựa, mẩu sắt vụn, lốp xe, chai thủy tinh do đó nó được gọi là "thùng rác của biển".
- Cá hổ kình có thể ăn 90 kg thịt mỗi ngày, món ăn ưa thích của nó là sư tử biển.
- Cá heo hồng cần ăn 3 kg cá mỗi ngày để sinh tồn.
- Cá ngựa không có dạ dày nên phải ăn gần như liên tục để sống sót, chú có thể ăn 3000 con tôm nhỏ chỉ trong vòng một ngày, mắt chúng láo liên tìm kiếm, cái vòi dài giống như cái mõm hút lấy các loài giáp xác bé xíu rồi nuốt trọn nạn nhân ngây thơ.
- Đại bàng vàng cần 250g thức ăn trong một ngày, một con sóc đất nặng 2 kg là đủ cho chúng sống qua 2 tuần lễ. Những con đại bàng vàng ở Bắc Cực hay còn gọi là thợ săn cao nguyên, chúng có móng vuốt sắc nhọn dài 6 cm giết chết con mồi gần như ngay lập tức, chúng cần phải ăn trung 250gram thịt mỗi ngày, tuy nhiên sau bữa ăn thịnh soạn với một con thỏ, nó có thể nhịn 7 ngày mới cần ăn tiếp.
- Đại bàng Harpi nuôi chim non trong 2 năm, trong thời gian đó chúng phải đem về cho chim non 200 con khỉ hoặc con lười.
- Chim ưng Mỹ trong mùa sinh sản và nuôi con phải bắt chín con cá trong mỗi ngày. Chim đực sẽ đảm nhiệm việc đi kiếm ăn.
- Chim cắt trống trong mùa nuôi con mỗi ngày phải đem 10 con chim nhỏ về cho chim mái và chim con, co trống bị giới han bởi những bữa ăn nhỏ hơn và phải đi săn gấp đôi. Chim mái lớn hơn, chỉ cần săn được 01 con giẻ cùi là đủ thức ăn trong cả tuần
- Chim lợn mỗi tối ăn khoảng 04 con chuột nhỏ và khoảng hơn 1.400 con mổi năm. Các loài chim lợn nói chung không thích các loài ếch, cóc vì da chúng có độc, thịt trắng, nhạt và có tính hàn, chúng thích chuột hơn vì thịt chuột có màu đỏ, máu nóng và tính nhiệt rất giàu protein và năng lượng. Một con cú Bắc Cực phải bắt 2.000 con chuột lemut để nuôi con con của chúng trong mùa sinh sản.
- Diệc ao Trung Quốc mỗi bữa chỉ ăn được một con ếch do vậy mà những bữa ăn tiềm năng khác có cơ hội thoát thân.
- Mòng biển thích ăn giun, chúng có một hành vi độc đáo là dậm chân liên hồi dưới đất để lừa những con giun, những con giun nhạy cảm với rung động và lầm tưởng rằng trời đổ mưa, nhiều con sẽ chui lên khỏi mặt đất và làm mồi ngon cho mòng biển.
- Chim cổ đỏ ngốn hết số sâu có tổng chiều dài 4,3 m (bằng chiều dài một chiếc ôtô) trong một ngày.
- Tinh tinh mỗi con có thể ăn đến 1 tấn thịt/năm, chúng cũng săn mồi theo bầy và bắt con mồi ưa thích là những con khỉ mủ đỏ Columbus[29]. Chúng tránh xa quả vải vì trông giống như mắt thú, chúng thíc ăn kiến, một nguồn dinh dưỡng có vị cay tê tê và rất hung hăng. Trong cuộc đời của mình, tinh tinh có thể ăn 300 loại cây trái, chúng dành cả ngày để kiếm ăn, tinh tinh con phải mất 3 năm học hỏi cách ăn từ mẹ mình, nhất là phải nhận biết được loại nào có độc.
- Hải cẩu mỗi ngày ăn hết 4 kg cá. Một con hải cẩu thầy tu được tin rằng có thể ăn đến 270 kg cá/ngày. Nhưng thực sự chúng chỉ ăn 11 kg cá/ngày. Hải cẩu báo là loài hải cẩu gần như là duy nhất có chế độ ăn là các động vật máu nóng, chim cánh cụt là con mồi ưa thích của nó với thực đơn chiếm đến 80%.
- Rái cá biển có thể bắt cá và cua trốn trong những tảng đá vì kích thước nhỏ, để giữ ấm cơ thể, mỗi ngày những con rái cá biển phải ăn lượng thức ăn bằng 1/4 trọng lượng cơ thể của nó. Rái cá sông châu Á phải ăn 1 kg cá mỗi ngày.Rái cá khổng lồ ở Nam Mỹ cần ăn 4 kg cá mỗi ngày.
- Thú ăn kiến khổng lồ mỗi ngày có thể ăn hết 20.000 con côn trùng.
- Thú ăn kiến lông tơ ở Trung Mỹ có thể ăn đến 5.000 con kiến mỗi đêm, ban ngày lũ kiến được an toàn vì thú ăn kiến sẽ đi ngủ để tránh oi bức.
- Tê tê có thể ăn và tiêu hóa 200.000 con kiến mỗi đêm, tê tê không có răng nên lủ kiến bị nuốt chửng, lớp cơ trong dạ dày khỏe được cấu tạo từ keratin giúp ép và nghiền nát bữa ăn của chúng.
- Cáo tai dơi là loài cáo duy nhất trên thế giới xuyên ăn mối, với đôi tai to để nghe tiếng mối dưới lòng đất. Cáo tai dơi có chế độ ăn chiếm đến 90% những con mối thơm ngon, chúng lấy lượng nước chủ yếu từ những con mối mọng nước.
- Lợn đất mỗi ngày đi 10 kg mỗi ngày để tìm đủ mối lấp đầy cái dạ dày của nó, chúng dùng những cái móng sắc nhọn để xé toạc tổ mối và nhâm nhi những con mối, lợn đất là loài có khả năng đào đất hiệu quả, nó có thể đào hầm dài 90 cm trong 5 phút
- Số con mồi của cá voi rơi vào khoảng 280-500 triệu tấn/năm. Để có đủ sữa cho con, cá voi cần ăn 2 tấn sinh vật phù du và nhuyễn thể mỗi ngày.
- Một con rùa biển ăn đến 90 kg sứa mỗi ngày. Ngày nay, do việc bắt rùa biển quá mức dẫn đến sụt giảm số lượng loài rùa biển là nguyên nhân dẫn đến số lượng sứa dày đặc ở nhiều bãi biển và tình trạng con người bị sứa đốt khi tắm biển ngày càng tăng.
- Tắc kè Namaqua ở sa mạc Namib có thể đớp và nhai nuốt 100 con bọ cánh cứng mọng nước mỗi ngày để có đủ lượng nước, chúng rượt theo con mồi chứ không phải bằng phục kích, chúng chạy theo với vận tốc 5 km giờ để tóm những con bọ cánh cứng yêu quý. Khi di chuyển trông chúng như những món đồ chơi được lên giây cót.
- Tắc kè Panmato dùng mắt để hứng sương va dùng lưỡi liếm mắt.
- Thằn lằn quỷ gai có thể đớp hơn 1.000 con kiến mỗi ngày. Món ăn yêu thích của thằn lằn gai là loài kiến đen và thường ăn hàng ngàn con kiến mỗi ngày. Chúng có thể ăn bất cứ khi nào gặp con mồi, dùng chiếc lưỡi dính để bắt những con kiến. Người ta từng tìm thấy 25.000 con kiến trong dạ dày của chúng mỗi khi thực hiện thí nghiệm giải phẫu. Thằn lằn quỷ gai hấp thụ nước qua các hệ thống rãnh nhỏ trên da để vào cơ thể và qua miệng do sinh sống trong môi trường khắc nghiệt, khô hạn quanh năm. Chúng có thể hút nước từ bất kỳ bộ phận nào trên cơ thể.
- Ếch sừng Argentina có cái miệng rộng ăn gần như là tất cả những gì chúng muốn, bao gồm các loài gặm nhấm, rắn và thằn lằn nhỏ, côn trùng. Đặc biệt, loài ếch này háu ăn đến mức nó thường cố gắng tìm kiếm và ăn những con mồi có kích thước to bằng chính nó.
- Một con chuồn chuồn có thể ăn từ 30 đến 100 con muỗi mỗi ngay, chiếm tỷ lệ 20 đến 30% trọng lượng cơ thể, sự phàm ăn của chúng giúp kiểm soát số lượng ruồi muỗi.
- Có tổng cộng 25 triệu tấn nhện đang tồn tại trên Trái đất, với khối lượng này, ước tính lượng thức ăn chúng tiêu thụ sẽ rơi vào khoảng 400-800 triệu tấn/năm, số lượng con mồi mà các loài nhện trên quả đất này săn được mỗi năm rơi vào khoảng 800 triệu tấn lớn hơn toàn bộ cân nặng của nhân loại. Toàn bộ cân nặng con người cộng lại không bằng số thức ăn mà nhện tiêu thụ mỗi năm. Có 90% khẩu phần của nhện là các loài côn trùng và sâu bọ, trong đó hàng trăm triệu tấn là sâu bệnh. Nhện đang có vai trò cực kỳ quan trọng nhằm giữ lại sự cân bằng cho tự nhiên, nhện là thiên địch lớn nhất của các loài côn trùng có hại, nhện giúp mật độ các loài côn trùng giảm đi đáng kể. Nếu không có chúng, môi trường tự nhiên trên thế giới sẽ mất cân bằng nghiêm trọng. Nhện cát sáu mắt mỗi năm chỉ ăn một lần.
- Bọ chét cái hút lượng máu gấp 15 lần cân nặng cơ thể mỗi ngày.
- Bọ cánh cứng ở sa mạc Namib dùng bộ xương ngoài bọc giáp để lấy nước, nó quay mặt vào gió và đứng nghiêng người, các giọt sương nhỏ tụm lại thành giọt lớn hơn cho đến khi giọt nước đủ nặng để lăn trên người đến miệng nó, nó uống lượng nước bằng khoảng 12% trọng lượng cơ thể. Loài này là con mồi mà tắc kè hoa Namib rất ưa thích vì cơ thể mọng nước.